# فهرست زمین‌لرزه‌های سده بیستم

زمین‌لرزه‌های با بزرگی ۸٫۰ به بالا از سال ۱۹۰۰ میلادی به بعد. حجم ظاهری کره‌ها با مرگ و میر زلزله‌های مربوطه نسبت خطی دارد.

این فهرست فهرست زمین‌لرزه‌های قرن بیستم در جهان است. پس از ۱۹۰۰ میلادی بیشتر زمین‌لرزه‌ها تا درجاتی از رکوردهای دستگاهی برخوردارند. این بدین معناست که مکان و بزرگی آنها از رویدادهای گذشته موثق‌ترند.
برای کنترل بیشتر، فهرست زیر تنها باید زلزله‌های با بزرگی ۶ و بالاتر را شامل شود، مگر اینکه زمین‌لرزه برجستگی ویژه‌ای داشته باشد.

## ۱۹۰۱-۱۹۱۰
| تاریخ           | زمان            | جا | عرض جغرافیایی | طول جغرافیایی | مرگ و میر | بزرگای گشتاوری | توضیح                                                                                   | منابع                   |
| --------------- | --------------- | --- | ------------- | ------------- | --------- | -------------- | --------------------------------------------------------------------------------------- | ----------------------- |
| ۳ مارس ۱۹۰۱     | ۰۷:۴۵           | پارک‌فیلد، کالیفرنیا، آمریکا                                                                                                | ۳۶٫۲          | ۱۲۰٫۷-        |           | ۶٫۴            | MS (Abe، ۱۹۸۸)                                                                          | USGS                    |
| ۱۹ سپتامبر ۱۹۰۲ |                 | واروکا، استرالیای جنوبی، استرالیا                                                                                          |               |               | ۲         | ۶٫۰            | ML                                                                                      | USGS                    |
| ۱۹ آوریل ۱۹۰۲   |                 | Quetzaltenango، گواتمالا زمین‌لرزه گواتمالا (۱۹ آوریل ۱۹۰۲) را ببینید.                                                      | ۱۴            | ۹۱-           | ۲٬۰۰۰     | ۷٫۵            | ML (USGS ۱۰۰۰+)‎                                                                         | USGS                    |
| ۱۶ دسامبر ۱۹۰۲  |                 | اندیجان، ازبکستان زمین‌لرزه ازبکستان (۱۶ دسامبر ۱۹۰۲) را ببینید.                                                            | ۴۰٫۸          | ۷۲٫۳          | ۴٬۷۰۰     | ۶٫۴            | ML (USGS ۱۰۰۰+)‎                                                                         | USGS                    |
| ۲۹ آوریل ۱۹۰۳   | زمان محلی ۰۱:۴۶ | ملازگرد، ترکیه زمین‌لرزه ملازگرد (۱۹۰۳ میلادی) را ببینید.                                                                   | ۳۹٫۱۴         | ۴۲٫۶۵         | ۶۰۰       | ۶٫۷            | MS                                                                                      | [ ۲ ] [ ۳ ]             |
| ۲۷ اوت ۱۹۰۴     | ۲۱:۵۶           | فیربنکس، آمریکا | ۶۴٫۷          | ۱۴۸٫۱-        |           | ۷٫۳            | MS                                                                                      | USGS                    |
| ۴ آوریل ۱۹۰۵    |                 | Kangra، Himachal Pradesh، هند زمین‌لرزه هند (۴ آوریل ۱۹۰۵) را ببینید.                                                       | ۳۲٫۱          | ۷۶٫۳          | ۲۰٬۰۰۰    | ۷٫۸            | Kangra district HQ. Dharamsala ویران شد.                                                | [ ۴ ]                   |
| ۹ ژوئیه ۱۹۰۵    | ۰۹:۴۰           | مغولستان، در جایی که اکنون Tsetserleg sum نام دارد در استان Khövsgöl                                                       | ۴۹            | ۹۷            |           | ۸              | Mw                                                                                      | [ ۵ ]                   |
| ۲۳ ژوئیه ۱۹۰۵   | ۰۲:۴۶           | Bulnain nuruu، مغولستان | ۴۹            | ۹۵            |           | ۸٫۳-۸٫۵        | Mw                                                                                      | [ ۵ ]                   |
| ۸ سپتامبر ۱۹۰۵  | ۰۱:۴۳           | کالابریا، ایتالیا زمین‌لرزه کالابریا (۱۹۰۵ میلادی) را ببینید.                                                               | ۳۸٫۶۷         | ۱۶٫۰۷         | ۵۰۰۰– ۵۵۷ | ۶٫۷-۷٫۹        | MS                                                                                      | [ ۳ ] [ ۶ ] [ ۷ ] [ ۸ ] |
| ۳۱ ژانویه ۱۹۰۶  | ۱۵:۳۶           | کلمبیا–اکوادور زمین‌لرزه اکوادور-کلمبیا (۱۹۰۶ میلادی) را ببینید.                                                            | ۱             | ۸۱٫۵-         | ۱٬۰۰۰     | ۸٫۸            | Mw                                                                                      | USGS                    |
| ۱۸ آوریل ۱۹۰۶   | ۱۳:۱۲           | سان‌فرانسیسکو، آمریکا (گسل سان آندریاس از Cape Mendocino تا سان جوان باتیستا، کالیفرنیا) زلزله ۱۹۰۶ سانفرانسیسکو را ببینید. | ۳۷٫۷۵         | ۱۲۲٫۵۵-       | ۳٬۰۰۰     | ۷٫۸            | Mw (Bakun، ۱۹۹۹)‎                                                                        | USGS                    |
| ۱۷ اوت ۱۹۰۶     | ۰۰:۱۰           | جزایر آلئوت en:1906 Aleutian Islands earthquake را ببینید.                                                                 | ۵۰٫۶          | ۱۷۸٫۳۶-       |           | ۸٫۳۵           | Mw                                                                                      | [ ۹ ]                   |
| ۱۷ اوت ۱۹۰۶     | ۰۰:۴۰           | والپارایزو، شیلی زمین‌لرزه شیلی ( ۱۷ اوت ۱۹۰۶) را ببینید.                                                                   | ۳۳-           | ۷۲-           | ۲۰٬۰۰۰    | ۸٫۲            | Mw                                                                                      | USGS                    |
| ۱۹ نوامبر ۱۹۰۶  |                 | با فاصله‌ای از استرالیای غربی، استرالیا                                                                                     |               |               |           | ۷٫۶            | Mw                                                                                      |                         |
| ۱۴ ژانویه ۱۹۰۷  | ۰۳:۳۰           | کینگستون زمین‌لرزه گینگ‌استون (۱۹۰۷ میلادی) را ببینید.                                                                       | ۱۷٫۵۹         | ۷۶٫۴۸-        | ۸۰۰-۱٬۰۰۰ | ۶٫۵            | Mw                                                                                      | USGS                    |
| ۲۸ دسامبر ۱۹۰۸  | ۰۴:۲۰           | مسینا & ریدجو کالابریا، ایتالیا زمین‌لرزه مسینا (۱۹۰۸ میلادی) را ببینید.                                                    | ۳۸٫۳          | ۱۵٫۶          | ۷۰٬۰۰۰    | ۷٫۲            | MS                                                                                      | USGS                    |
| ۱۱ ژوئن ۱۹۰۹    | زمان محلی ۲۰:۲۵ | Lambesc، فرانسه زمین‌لرزه فرانسه (۱۱ ژوئن ۱۹۰۹) را ببینید.                                                                  | ۴۳٫۶۴         | ۵٫۳۷          | ۴۶        | ۶٫۰            | Ms بزرگترین زمین‌لرزه ثبت شده در منطقه قاره‌ای فرانسه. ۲۵۰ زخمی. ۲۰۰۰ ساختمان خسارت دیده. | [ ۱۰ ]                  |

## ۱۹۱۱-۱۹۲۰
| تاریخ          | زمان            | جا                                                                            | عرض جغرافیایی | طول جغرافیایی | مرگ و میر | بزرگای گشتاوری | توضیح                                          | منابع       |
| -------------- | --------------- | ----------------------------------------------------------------------------- | ------------- | ------------- | --------- | -------------- | ---------------------------------------------- | ----------- |
| ۳ ژانویه ۱۹۱۱  | ۲۳:۲۵           | قزاقستان زمین‌لرزه کبین (۱۹۱۱ میلادی) را ببینید.                               | ۴۳٫۵          | ۷۷٫۵          | ۴۵۰       | ۷٫۷            | Mw                                             | [ ۱۱ ]      |
| ۱۸ فوریه ۱۹۱۱  | ۱۸:۴۱           | تاجیکستان زمین‌لرزه تاجیکستان (۱۸ فوریه ۱۹۱۱) را ببینید.                       | ۳۸٫۲          | ۷۲٫۸          | ۹۰        | ۷٫۴            | Ms                                             | [ ۱۲ ]      |
| ۷ ژوئن ۱۹۱۱    | ۱۱:۰۲ UTC       | نزدیک Michoacán، مکزیک زمین‌لرزه مکزیک (۷ ژوئن ۱۹۱۱) را ببینید.                | ۱۷٫۵۰         | ۱۰۲٫۵۰-       | ۴۵        | ۷٫۶            | Mw                                             | USGS        |
| ۱ ژوئیه ۱۹۱۱   | ۲۲:۰۰           | گسل Calaveras ، کالیفرنیا، آمریکا                                             | ۳۷٫۳۹         | ۱۲۱٫۸-        |           | ۶٫۵            | MS                                             | USGS        |
| ۱۶ دسامبر ۱۹۱۱ | ۱۹:۱۴ UTC       | نزدیک ساحل گوررو، مکزیک en:December 1911 Guerrero earthquake را ببینید.       | ۱۷٫۰۰         | ۱۰۰٫۵۰-       |           | ۷٫۶            | Mw                                             | USGS        |
| ۹ اوت ۱۹۱۲     | زمان محلی ۰۳:۲۹ | Mürefte ،Tekirdağ، ترکیه زمین‌لرزه ترکیه (۹ اوت ۱۹۱۲) را ببینید.               | ۴۰٫۷۵         | ۲۷٫۲          | ۲۱۶       | ۷٫۳            | MS                                             | [ ۲ ] [ ۳ ] |
| ۴ اکتبر ۱۹۱۴   | زمان محلی ۰۰:۰۷ | بوردور، ترکیه                                                                 | ۳۷٫۸۲         | ۳۰٫۲۷         | ۳۰۰       | ۶٫۹            | MS                                             | [ ۲ ] [ ۳ ] |
| ۱۳ ژانویه ۱۹۱۵ |                 | ایتالیا، لاکوئیلا زمین‌لرزه آوتسانو (۱۹۱۵ میلادی) را ببینید.                   | ۴۲٫۰۴         | ۱۳٫۴۴         | ۳۰٬۰۰۰    | ۷٫۵            | MS                                             | [ ۱۳ ]      |
| ۳ اکتبر ۱۹۱۵   | ۰۶:۵۲           | Pleasant Valley ، نوادا، آمریکا en:1915 Pleasant Valley earthquake را ببینید. | ۴۰٫۵          | ۱۱۷٫۵-        |           | ۷٫۱            | Mw (Stover and Coffman، ۱۹۹۳)‎                  | USGS        |
| ۲۶ ژوئن ۱۹۱۷   | ۰۵:۴۹ UTC       | نزدیک ساموا en:1917 Samoa earthquake را ببینید.                               | ۱۵٫۵۰-        | ۱۷۳٫۰۰-       |           | ۸٫۵            | Mw                                             | USGS        |
| ۷ ژوئن ۱۹۱۸    |                 | Bundaberg–راکهمپتون (استرالیا)، استرالیا                                      |               |               |           | ۶٫۰            | MS                                             |             |
| ۱۱ اکتبر ۱۹۱۸  | ۱۴:۱۴           | پورتوریکو، آمریکا زمین‌لرزه سن‌فرمین (۱۹۱۸ میلادی) را ببینید.                   | ۱۸٫۴۷         | ۶۷٫۶۳-        | ۱۱۶       | ۷٫۵            | MS (McCann، ۱۹۸۵)‎                              | USGS        |
| ۶ دسامبر ۱۹۱۸  | ۰۸:۴۱           | جزیره ونکوور، بریتیش کلمبیا، کانادا                                           | ۴۹٫۶۲         | ۱۲۵٫۹۲-       |           | ۷              | ML (Gutenberg and Richter، ۱۹۵۴: Rogers، ۱۹۸۳)‎ | USGS        |
| ۷ سپتامبر ۱۹۲۰ | زمان محلی ۰۷:۵۵ | Garfagnana، Lunigiana، ایتالیا زمین‌لرزه ایتالیا (۷ سپتامبر ۱۹۲۰) را ببینید.   | ۴۴٫۱۸۳        | ۱۰٫۲۸۳        | ۱۷۱       | ۶٫۵            | ML                                             | [ ۱۵ ]      |
| ۱۶ دسامبر ۱۹۲۰ | ۱۲:۰۵           | Ningxia–گانسو، چین زمین‌لرزه های‌یوان (۱۹۲۰ میلادی) را ببینید.                  | ۳۶٫۶          | ۱۰۵٫۳۲        | ۲۳۵٬۵۰۲   | ۸٫۶            | MS                                             | USGS        |

## ۱۹۲۱-۱۹۳۰
| تاریخ           | زمان            | جا                                                                                               | عرض جغرافیایی | طول جغرافیایی | مرگ و میر | بزرگای گشتاوری | توضیح                                           | منابع       |
| --------------- | --------------- | ------------------------------------------------------------------------------------------------ | ------------- | ------------- | --------- | -------------- | ----------------------------------------------- | ----------- |
| ۳۱ ژانویه ۱۹۲۲  | ۱۳:۱۷           | دورکران Cape Mendocino، کالیفرنیا، آمریکا                                                        | ۴۰٫۷          | ۱۲۵٫۵۵-       |           | ۷٫۳            | MG-R (Ellsworth، ۱۹۹۰)‎                          | USGS        |
| ۱۰ مارس ۱۹۲۲    | ۱۱:۲۱           | پارک‌فیلد، کالیفرنیا، آمریکا                                                                      | ۳۵٫۹          | ۱۲۰٫۹-        |           | ۶٫۱            | Mw (Bakun and McEvilly، ۱۹۸۴)‎                   | USGS        |
| ۱۱ نوامبر ۱۹۲۲  | ۰۴:۳۲ UTC       | منطقه Atacama ، شیلی زمین‌لرزه شیلی (۱۱ نوامبر ۱۹۲۲) را ببینید.                                   | ۲۸٫۵-         | ۷۰-           | ۱۰۰s      | ۸٫۵            |                                                 | USGS        |
| ۲۲ ژانویه ۱۹۲۳  | ۰۹:۰۴           | دورکران Cape Mendocino، کالیفرنیا، آمریکا                                                        | ۴۰٫۴۹         | ۱۲۵٫۳۲-       |           | ۷٫۲            | MG-R (Ellsworth، ۱۹۹۰)‎                          | USGS        |
| ۳ فوریه ۱۹۲۳    |                 | شبه‌جزیره کامچاتکا، روسیه زمین‌لرزه کامچاتکا (۱۹۵۲ میلادی) را ببینید.                              | ۵۴            | ۱۶۱           |           | ۸٫۵            | Mw                                              | USGS        |
| ۱ سپتامبر ۱۹۲۳  | ۰۲:۵۸           | کانتو، ژاپن زمین‌لرزه بزرگ کانتو را ببینید.                                                       | ۳۵٫۴          | ۱۳۹٫۰۸        | ۱۴۳٬۰۰۰   | ۷٫۹            | Mw                                              | USGS        |
| ۱۳ سپتامبر ۱۹۲۴ | زمان محلی ۱۶:۳۴ | Horasan، Erzurum، ترکیه زمین‌لرزه پاسینلر (۱۹۲۴ میلادی) را ببینید.                                | ۴۰٫۰          | ۴۲٫۱          | ۶۰        | ۶٫۸            | MS                                              | [ ۲ ] [ ۳ ] |
| ۲ فوریه ۱۹۲۵    | ۰۲:۱۹           | Charlevoix، کبک، کانادا زمین‌لرزه کانادا (۲۸ فوریه ۱۹۲۵) را ببینید.                               | ۴۷٫۷۶         | ۶۹٫۸۴-        |           | ۶٫۳            | Mw (Bent، ۱۹۹۲)‎                                 | USGS        |
| ۲۸ ژوئن ۱۹۲۵    | ۰۱:۲۱           | درهٔ Clarkston ، مونتانا (ایالت)، آمریکا                                                          | ۴۶٫۳۲         | ۱۱۱٫۵۲-       |           | ۶٫۶            | Mw (Dosier، ۱۹۸۹)‎                               | USGS        |
| ۲۹ ژوئن ۱۹۲۵    | ۱۴:۴۲           | سنتا باربارا، کالیفرنیا، آمریکا زمین‌لرزه آمریکا (۲۹ ژوئن ۱۹۲۵) را ببینید.                        | ۳۴٫۳          | ۱۱۹٫۸-        | ۱۳        | ۶٫۸            | Mw (Stein and Hanks، ۱۹۹۸)‎                      | USGS        |
| ۲۲ اکتبر ۱۹۲۶   | ۱۲:۳۵           | Monterey Bay، کالیفرنیا، آمریکا                                                                  | ۳۶٫۶۲         | ۱۲۲٫۳۵-       |           | ۶٫۱            | MG-R (Ellsworth، ۱۹۹۰)‎                          | USGS        |
| ۲۲ اکتبر ۱۹۲۶   | ۱۳:۳۵           | Monterey Bay، کالیفرنیا، آمریکا                                                                  | ۳۶٫۵۵         | ۱۲۲٫۱۸-       |           | ۶٫۱            | MG-R (Ellsworth، ۱۹۹۰)‎                          | USGS        |
| ۷ مارس ۱۹۲۷     | ۰۹:۲۷           | شبه‌جزیره تانگو، شمال استان کیوتو، ناحیه کانسای، ژاپن زمین‌لرزه ژاپن ( ۷ مارس ۱۹۲۷) را ببینید.     | ۳۵٫۸          | ۱۳۴٫۹۲        | ۳٬۰۲۰     | ۷٫۶            | MS                                              | USGS        |
| ۲۲ می ۱۹۲۷      | ۲۲:۳۲           | Gulang، گانسو، چین زمین‌لرزه گولانگ (۱۹۲۷ میلادی) را ببینید.                                      | ۳۷٫۳۹         | ۱۰۲٫۳۱        | ۴۰٬۹۰۰    | ۷٫۶            | Mw                                              | USGS        |
| ۴ نوامبر ۱۹۲۷   | ۱۳:۵۱           | دورکران لامپوک، کالیفرنیا، آمریکا                                                                | ۳۴٫۹۲         | ۱۲۱٫۰۳-       |           | ۷٫۱            | Mw (Stein and Hanks، ۱۹۹۸)‎                      | USGS        |
| ۳۱ مارس ۱۹۲۸    | زمان محلی ۰۲:۲۹ | ازمیر، ترکیه زمین‌لرزه ازمیر (۱۹۲۸ میلادی) را ببینید.                                             | ۳۸٫۵          | ۲۸٫۰          | ۵۰        | ۶٫۵            | MS . و با پیش‌لرزه محتمل با بزرگی ۶٫۲ در روز پیش | [ ۲ ] [ ۳ ] |
| ۱۴ می ۱۹۲۸      | ۲۲:۱۴ UTC       | پرو زمین‌لرزه چاچاپویاس (۱۹۲۸ میلادی) را ببینید.                                                  | ۵٫۲۶-         | ۷۸٫۵۶-        | ۲۵        | ۷٫۲            | Mw                                              | [ ۱۶ ]      |
| ۱۸ می ۱۹۲۹      | زمان محلی ۰۸:۳۷ | Suşehri، سیواس، ترکیه زمین‌لرزه ترکیه (۱۸ مه ۱۹۲۹) را ببینید.                                     | ۴۰٫۲          | ۳۷٫۹          | ۶۴        | ۶٫۱            | MS                                              | [ ۲ ] [ ۳ ] |
| ۱۷ ژوئن ۱۹۲۹    | زمان محلی ۱۰:۳۷ | Murchison، جزیره جنوبی، نیوزیلند زمین‌لرزه مرچیسن (۱۹۲۹ میلادی) را ببینید.                        | ۴۱٫۵۵-        | ۱۷۲٫۲۵        | ۱۷        | ۷٫۸            | MS                                              | [ ۱۷ ]      |
| ۱۸ نوامبر ۱۹۲۹  | ۲۰:۳۲           | گرندبنکس، نیوفاندلند ، نیوفاندلند و لابرادور، کانادا زمین‌لرزه گرند بنکس (۱۹۲۹ میلادی) را ببینید. | ۴۴٫۶۹         | ۵۶٫۰۱-        | ۲۸        | ۷٫۳            | Mw (Bent، ۱۹۹۵)‎                                 | USGS        |
| ۲ ژوئیه ۱۹۳۰    | ۲۱:۰۳ UTC       | نزدیک Dhubri، هند زمین‌لرزه هند (۳ ژوئیه ۱۹۳۰) را ببینید.                                         | ۲۵٫۸۰         | ۹۰٫۲۰         |           | ۷٫۱            | Ms                                              | [ ۱۸ ]      |
| ۲۳ ژوئیه ۱۹۳۰   | ۰۰:۰۸           | ایتالیا، ایرپینیا زمین‌لرزه ایرپینیا (۱۹۳۰ میلادی) را ببینید.                                     | ۴۱٫۰۵         | ۱۵٫۳۶۷        | ۱٬۴۰۴     | ۶٫۶            | Ms                                              | [ ۱۹ ]      |

## ۱۹۳۱-۱۹۴۰
| تاریخ           | زمان            | جا | عرض جغرافیایی | طول جغرافیایی | مرگ و میر | بزرگای گشتاوری | توضیح                                                                     | منابع         |
| --------------- | --------------- | --- | ------------- | ------------- | --------- | -------------- | ------------------------------------------------------------------------- | ------------- |
| ۲۷ ژانویه ۱۹۳۱  | ۲۰:۰۹ UTC       | میانمار en:1931 Myitkyina earthquake را ببینید.                                                                     | ۲۵٫۶۷         | ۹۶٫۱۵         |           | ۷٫۶            |                                                                           | USGS          |
| ۳ فوریه ۱۹۳۱    | زمان محلی ۱۰:۴۷ | Napier، نیوزیلند زمین‌لرزه خلیج هاوک (۱۹۳۱ میلادی) را ببینید.                                                        | ۳۹٫۳-         | ۱۷۷٫۰         | ۲۵۸       | ۷٫۹            | بخش بیشتر شهر نابود شد؛ ۴۰ km² از بستر دریا بالا آمد و خشک شد.            | –             |
| ۳۱ مارس ۱۹۳۱    | زمان محلی ۱۰:۲۳ | ماناگوآ، نیکاراگوآ زمین‌لرزه نیکاراگوآ (۳۱ مارس ۱۹۳۱) را ببینید.                                                     | -             | -             | ۲۰۰۰      | ۵٫۸            | شهر نابود شد.                                                             | –             |
| ۷ ژوئن ۱۹۳۱     | ۰۰:۲۵           | دورکران یورک‌شایر، دریای شمال، بریتانیا زمین‌لرزه داگر بنک (۱۹۳۱ میلادی) را ببینید.                                   | ۵۴            | ۱٫۴۸          |           | ۶٫۱            | ML (Musson, ۱۹۹۴). بزرگترین زمین‌لرزه رکورد شدهٔ دستگاهی رخداده در بریتانیا | USGS          |
| ۱۰ اوت ۱۹۳۱     | ۲۱:۱۸           | نزدیک فویون، سین‌کیانگ، چین زمین‌لرزه فویون (۱۹۳۱ میلادی) را ببینید.                                                  | ۴۶٫۸          | ۸۹٫۹          | ۱۰٬۰۰۰    | ۸٫۰            | Mw                                                                        | ‎              |
| ۳ ژوئن ۱۹۳۲     | ۱۰:۳۶           | خالیسکو، مکزیک زمین‌لرزه خالیسکو (۱۹۳۲ میلادی) را ببینید.                                                            | ۱۹٫۵          | ۱۰۴٫۲۵-       | ۴۰۰       | ۸٫۲            | Mw                                                                        | [ ۲۳ ]        |
| ۱۸ ژوئن ۱۹۳۲    | ۱۰:۱۲           | کولیما، مکزیک زمین‌لرزه مکزیک (۱۸ ژوئن ۱۹۳۲) را ببینید.                                                              | ۱۹٫۵          | ۱۰۳٫۵-        | ۰         | ۷٫۸            | Ms                                                                        | [ ۲۴ ]        |
| ۲۲ ژوئن ۱۹۳۲    | ۱۲:۵۹           | خالیسکو، مکزیک زمین‌لرزه مکزیک (۲۲ ژوئن ۱۹۳۲) را ببینید.                                                             | ۱۹٫۵          | ۱۰۴٫۵-        | ۷۵        | ۷٫۰            | Ms                                                                        | [ ۲۵ ] [ ۲۶ ] |
| ۲۶ سپتامبر ۱۹۳۲ | ۱۹:۲۰           | یونان، لریسوس زمین‌لرزه لریسوس (۱۹۳۲ میلادی) را ببینید.                                                              | ۳۹٫۸          | ۲۳٫۸          | ۴۹۱       | ۷٫۰            | Mw                                                                        | [ ۲۷ ]        |
| ۲۱ دسامبر ۱۹۳۲  | ۰۶:۱۰           | کوه Cedar ، نوادا، آمریکا                                                                                           | ۳۸٫۵۱         | ۱۱۸٫۰۸-       |           | ۷٫۲            | Mw                                                                        | USGS          |
| ۲۵ دسامبر ۱۹۳۲  | ۱۰:۰۴           | گانسو، چین زمین‌لرزه چانگما (۱۹۳۲ میلادی) را ببینید.                                                                 | ۳۹٫۷          | ۹۶٫۷          | ۲۷۵       | ۷٫۶            | Ms                                                                        | [ ۳ ]         |
| ۲ مارس ۱۹۳۳     | ۱۷:۳۱           | در فاصله‌ای از ساحل اقیانوس آرام سانریکو، استان ایواته، ناحیه توهوکو، ژاپن زمین‌لرزه سانریکو (۱۹۳۳ میلادی) را ببینید. | ۳۹٫۲۲         | ۱۴۴٫۶۲        | ۲٬۹۹۰     | ۸٫۴            | Mw                                                                        | USGS          |
| ۱۱ مارس ۱۹۳۳    | ۰۱:۵۴           | لانگ بیچ، آمریکا زمین‌لرزه لانگ بیچ (۱۹۳۳ میلادی) را ببینید.                                                         | ۳۳٫۶          | ۱۱۸-          | ۱۱۵       | ۶٫۴            | Mw (Hauksson & Gross، ۱۹۹۱)‎                                               | USGS          |
| ۲۰ نوامبر ۱۹۳۳  | ۲۳:۲۱           | خلیج بافین، کانادا زمین‌لرزه خلیج‌بافین (۱۹۳۳ میلادی) را ببینید.                                                      | ۷۳            | ۶۹٫۹۸-        |           | ۷٫۴            | Mw(Stein et al. ۱۹۷۹)‎                                                     | USGS          |
| ۱۵ ژانویه ۱۹۳۴  | ۰۸:۴۳           | بیهار، هند زمین‌لرزه بیهار (۱۹۳۴ میلادی) را ببینید.                                                                  | ۲۷٫۵۵         | ۸۷٫۰۹         | ۱۰٬۷۰۰    | ۸٫۱            | Mw (Chen and Molnar، ۱۹۷۷)‎                                                | USGS          |
| ۸ ژوئن ۱۹۳۴     | ۰۴:۴۷           | پارک‌فیلد، کالیفرنیا، آمریکا                                                                                         | ۳۵٫۹          | ۱۲۰٫۹-        |           | ۶٫۱            | Mw (Bakun and McEvilly، ۱۹۸۴)‎                                             | USGS          |
| ۴ ژانویه ۱۹۳۵   | زمان محلی ۱۶:۴۱ | Erdek، Balıkesir، ترکیه زمین‌لرزه جزیره‌های اردک-مرمره (۱۹۳۵ میلادی) را ببینید.                                       | ۴۰٫۴          | ۲۷٫۵          | ۵         | ۶٫۴            | MS                                                                        | [ ۲ ] [ ۳ ]   |
| ۲۱ آوریل ۱۹۳۵   | زمان محلی ۶:۰۲  | Shinchiku– Taichū، تایوان زمین‌لرزه تایوان (۲۰ آوریل ۱۹۳۵) را ببینید.                                                | ۲۴٫۳۰         | ۱۲۰٫۸۰        | ۳٬۲۷۹     | ۷٫۱            |                                                                           | [ ۳ ]         |
| ۱ نوامبر ۱۹۳۵   | ۰۶:۰۳           | Témiscaming، کبک ، کانادا زمین‌لرزه تمیسکامینگ (۱۹۳۵ میلادی) را ببینید.                                              | ۴۸٫۸۹         | ۷۹-           |           | ۶٫۲            | Mw (Bent، ۱۹۹۶)‎                                                           | USGS          |
| ۲۸ دسامبر ۱۹۳۵  | ۰۲:۳۵           | جزایر Batu، سوماترا en:1935 Sumatra earthquake را ببینید.                                                           | ۰٫۰           | ۹۸٫۲۵         |           | ۷٫۷            | Mw                                                                        | [ ۲۸ ]        |
| ۲ نوامبر ۱۹۳۶   | ۲۰:۴۵ UTC       | دورکران میاگی، ژاپن زمین‌لرزه میاگی (۱۹۳۶ میلادی) را ببینید.                                                         | ۳۸٫۲          | ۱۴۲٫۱         |           | ۷٫۲            | MS                                                                        | [ ۲۹ ]        |
| ۲۲ ژوئیه ۱۹۳۷   | ۱۷:۰۹           | Salcha، آلاسکا، آمریکا                                                                                              | ۶۴٫۴۹         | ۱۴۶٫۸۵-       |           | ۷٫۳            | MS                                                                        | USGS          |
| ۲۶ ژوئیه ۱۹۳۷   | ۰۳:۴۷ UTC       | وراکروز، مکزیک زمین‌لرزه اریزابا (۱۹۳۷ میلادی) را ببینید.                                                            | ۱۸٫۵۲         | ۹۵٫۸۸-        | ۳۴        | ۷٫۳            | MS                                                                        | [ ۱۶ ] [ ۳۰ ] |
| ۲۳ ژانویه ۱۹۳۸  | ۰۸:۳۲           | مائوئی، هاوائی، آمریکا                                                                                              | ۲۰٫۹۶         | ۱۵۶٫۱۸-       |           | ۶٫۸            | MS (Klein and Wright، ۲۰۰۰)‎                                               | USGS          |
| ۱۹ آوریل ۱۹۳۸   | زمان محلی ۱۲:۵۹ | قرشهر، ترکیه زمین‌لرزه قرشهر (۱۹۳۸ میلادی) را ببینید.                                                                | ۳۹٫۱          | ۳۴٫۰          | ۱۶۰       | ۶٫۶            | MS                                                                        | [ ۲ ] [ ۳ ]   |
| ۱۰ نوامبر ۱۹۳۸  | ۲۰:۱۸           | جزایر Shumagin، آلاسکا، آمریکا                                                                                      | ۵۵٫۳۳         | ۱۵۸٫۳۷-       |           | ۸٫۲            | Mw                                                                        | USGS          |
| ۲۵ ژانویه ۱۹۳۹  | زمان محلی ۲۳:۳۲ | Chillán، شیلی زمین‌لرزه شیلی (۲۵ ژانویه ۱۹۳۹) را ببینید.                                                             | ۳۷٫۰۰۰-       | ۷۰٫۵۰۰-       | ۳۰٬۰۰۰    | ۷٫۸            |                                                                           | USGS          |
| ۲۲ سپتامبر ۱۹۳۹ | زمان محلی ۰۲:۳۶ | Dikili، ازمیر، ترکیه                                                                                                | ۳۹٫۱          | ۲۶٫۸          | ۶۰        | ۶٫۶            | MS                                                                        | [ ۲ ] [ ۳ ]   |
| ۲۶ دسامبر ۱۹۳۹  | ۲۳:۵۷           | ارزنجان، ترکیه زمین‌لرزه ارزنجان (۱۹۳۹ میلادی) را ببینید.                                                            | ۳۹٫۷۷         | ۳۹٫۵۳         | ۳۲٬۷۰۰    | ۷٫۸            | MS                                                                        | USGS          |
| ۱۹ می ۱۹۴۰      | ۰۴:۳۶           | امپریال ولی، کالیفرنیا، آمریکا زمین‌لرزه السنترو (۱۹۴۰ میلادی) را ببینید.                                            | ۳۲٫۷۳         | ۱۱۵٫۵-        | ۹         | ۷٫۱            | Mw (Ellsworth، ۱۹۹۰)‎                                                      | USGS          |
| ۱۰ نوامبر ۱۹۴۰  | ۰۱:۳۹           | ورانتسئا، رومانی زمین‌لرزه ورانتسئا (۱۹۴۰ میلادی) را ببینید.                                                         | ۴۵٫۸۰         | ۲۶٫۷۰         | ۴٬۰۰۰     | ۷٫۴            | Mw (LT، ۲۰۰۷)‎                                                             | USGS          |

## ۱۹۴۱-۱۹۵۰
| تاریخ                | زمان                    | جا | عرض جغرافیایی | طول جغرافیایی | مرگ و میر      | بزرگای گشتاوری | توضیح                                                                                       | منابع       |
| -------------------- | ----------------------- | --- | ------------- | ------------- | -------------- | -------------- | ------------------------------------------------------------------------------------------- | ----------- |
| ۱۵ آوریل ۱۹۴۱        | ۱۹:۰۹ UTC               | Michoacán، مکزیک زمین‌لرزه مکزیک (۱۵ آوریل ۱۹۴۱) را ببینید.                                                                              | ۱۸٫۸۵         | ۱۰۲٫۹۴-       | ۹۰             | ۷٫۷            | Ms                                                                                          | [ ۳۱ ]      |
| ۲۹ آوریل ۱۹۴۱        |                         | Meeberrie، استرالیای غربی، استرالیا |               |               |                | ۷٫۲            | MS                                                                                          |             |
| ۱۵ نوامبر ۱۹۴۲       | زمان محلی ۱۹:۰۱         | Bigadiç، Balıkesir، ترکیه | ۳۹٫۲          | ۲۸٫۲          | ۱۶             | ۶٫۱            | MS                                                                                          | [ ۲ ] [ ۳ ] |
| ۲۰ دسامبر ۱۹۴۲       | ۱۴:۰۳                   | Erbaa، توقات، ترکیه زمین‌لرزه نیکسر-اربا (۱۹۴۲ میلادی) و گسل شمال آناتولی را ببینید.                                                     | ۴۰٫۸۷         | ۳۶٫۴۷         | ۳۰۰۰           | ۷٫۰            |                                                                                             | [ ۳۲ ]      |
| ۶ آوریل ۱۹۴۳         | زمان محلی ۱۲:۰۷         | Ovalle، شیلی زمین‌لرزه شیلی (۶ آوریل ۱۹۴۳) را ببینید.                                                                                    | ۳۰٫۷۵۰-       | ۷۲٫۰۰۰-       | ۱۲             | ۸٫۲            |                                                                                             | USGS        |
| ۸ ژوئن و ۹ ژوئن ۱۹۴۳ | ۲۰:۴۲ UTC and ۰۳:۰۶ UTC | سوماترا en:1943 Alahan Panjang earthquakes را ببینید.                                                                                   | ۱٫۰۰-         | ۱۰۱٫۰۰        |                | ۷٫۲ و ۷٫۵      | Mw                                                                                          | [ ۱۶ ]      |
| ۲۰ ژوئن ۱۹۴۳         | زمان محلی ۱۷:۳۲         | Hendek، آداپازاری، ترکیه زمین‌لرزه آداپازاری-هندک (۱۹۴۳ میلادی) را ببینید.                                                               | ۴۰٫۶          | ۳۰٫۵          | ۳۳۶            | ۶٫۶            | MS                                                                                          | [ ۲ ] [ ۳ ] |
| ۲۳ ژوئیه ۱۹۴۳        | ۱۴:۵۳ UTC               | جاوه مرکزی زمین‌لرزه جاوه مرکزی (۱۹۴۳ میلادی) را ببینید.                                                                                 | ۹٫۵۰-         | ۱۱۰٫۰۰        |                | ۸٫۰            | Ms                                                                                          | [ ۳۳ ]      |
| ۲۶ نوامبر ۱۹۴۳       | ۲۲:۲۴                   | Ladik، صامسون، ترکیه زمین‌لرزه ترکیه (۲۶ نوامبر ۱۹۴۳) و گسل شمال آناتولی را ببینید.                                                      | ۴۱٫۰۵         | ۳۳٫۷۲         | ۴۰۰۰           | ۷٫۴            |                                                                                             | [ ۳۲ ]      |
| ۱۵ ژانویه ۱۹۴۴       | ۲۰:۵۰ ساعت گرینویچ-۳    | سان‌خوان، آرژانتین زمین‌لرزه سان‌خوان (۱۹۴۴ میلادی) را ببینید.                                                                             | ۳۱٫۴-         | ۶۸٫۴-         | ۸٬۰۰۰ ~ ۱۰٬۰۰۰ | ۷٫۸            | زمین‌لرزه که ۳۰ ثانیه دوام داشت، ۹۵ درصد شهر را که در ۳۰ کیلومتر رومرکز قرار داشت، خراب کرد. | [ ۳۴ ]      |
| ۱ فوریه ۱۹۴۴         | ۰۳:۲۵                   | Gerede، بولو، ترکیه زمین‌لرزه ترکیه (۱ فوریه ۱۹۴۴) و گسل شمال آناتولی را ببینید.                                                         | ۴۰٫۸          | ۳۲٫۲          | ۳۹۵۹           | ۷٫۵            |                                                                                             | [ ۳۲ ]      |
| ۶ اکتبر ۱۹۴۴         | زمان محلی ۰۴:۳۴         | Ayvalık، Balıkesir، ترکیه زمین‌لرزه ترکیه (۶ اکتبر ۱۹۴۴) را ببینید.                                                                      | ۳۹٫۳۷         | ۲۶٫۵۳         | ۳۰             | ۶٫۸            | MS                                                                                          | [ ۲ ] [ ۳ ] |
| ۷ دسامبر ۱۹۴۴        | ۰۴:۳۵                   | با فاصله‌ای از ساحل شبه‌جزیرهٔ Kii، استان واکایاما، ناحیه کانسای، ژاپن معروف به東南海地震 (Tōnankai Jishin?) زمین‌لرزه ژاپن (۷ دسامبر ۱۹۴۴) | ۳۳٫۷۵         | ۱۳۶           | ۱٬۲۲۳          | ۸٫۱            | Mw                                                                                          | USGS        |
| ۲۷ نوامبر ۱۹۴۵       | ۲۱:۵۶                   | دورکران پاکستان زمین‌لرزه بلوچستان (۱۹۴۵ میلادی) را ببینید.                                                                              | ۲۴٫۵          | ۶۳٫۰          | ۴٬۰۰۰          | ۸٫۱            | Mw با سونامی حاصل از فروریزش زیردریایی                                                      | [ ۳۵ ]      |
| ۱ آوریل ۱۹۴۶         | ۱۲:۲۸                   | جزیره Unimak، آلاسکا، آمریکا زمین‌لرزه جزیره‌های آلئوت (۱۹۴۶ میلادی) را ببینید.                                                           | ۵۲٫۷۵         | ۱۶۳٫۵-        | ۱۶۵            | ۷٫۳            | MS (Stover and Coffman، ۱۹۹۳)‎                                                               | USGS        |
| ۲۳ ژوئن ۱۹۴۶         | ۱۷:۱۳                   | جزیره ونکوور، بریتیش کلمبیا، کانادا زمین‌لرزه جزیره ونکوور (۱۹۴۶ میلادی) را ببینید.                                                      | ۴۹٫۷۵         | ۱۲۴٫۵-        |                | ۷٫۳            | ML (Gutenberg and Richter، ۱۹۵۴: Rogers، ۱۹۸۳)‎                                              | USGS        |
| ۴ اوت ۱۹۴۶           |                         | Launceston، Tasmania، استرالیا |               |               |                | ۶٫۲            | MS                                                                                          |             |
| ۴ اوت ۱۹۴۶           | ۱۷:۵۱                   | جمهوری دومینیکن زمین‌لرزه دومینیکن (۱۹۴۶ میلادی) را ببینید.                                                                              | ۱۹٫۲۵         | ۶۹-           | ۱۰۰            | ۸              | MS (Abe، ۱۹۸۱)‎                                                                              | USGS        |
| ۲۰ دسامبر ۱۹۴۶       | ۱۹:۱۹                   | با فاصله از جنوب استان واکایاما، مناطق کانسای–شیکوکو ، ژاپن زمین‌لرزه نانکایدو (۱۹۴۶ میلادی) را ببینید.                                  | ۳۲٫۵          | ۱۳۴٫۵         | ۱٬۳۳۰          | ۸٫۱            | Mw                                                                                          | USGS        |
| ۲۹ ژوئیه ۱۹۴۷        | ۱۳:۴۳                   | هند بریتانیا، تبت en:1947 Assam earthquake را ببینید.                                                                                   | ۲۸٫۵۰         | ۹۴٫۰۰         |                | ۷٫۳            | Mw                                                                                          | [ ۳۶ ]      |
| ۱۶ اکتبر ۱۹۴۷        | ۰۲:۰۹                   | فیربنکس، آمریکا | ۶۴٫۲          | ۱۴۸٫۳-        |                | ۷٫۲            | Mw                                                                                          | USGS        |
| ۱۳ آوریل ۱۹۴۹        | ۱۹:۵۵                   | المپیا (ایالات متحده)، آمریکا زمین‌لرزه المپیا (۱۹۴۹ میلادی) را ببینید.                                                                  | ۴۷٫۱          | ۱۲۲٫۷-        | ۸              | ۷٫۱            | ML (Baker and Langston، ۱۹۸۷)‎                                                               | USGS        |
| ۱۰ ژوئیه ۱۹۴۹        | ۰۳:۵۳                   | Gharm Oblast، تاجیکستان زمین‌لرزه تاجیکستان ( ۱۰ ژوئیه ۱۹۴۹) را ببینید.                                                                  | ۳۹٫۲          | ۷۰٫۸          | ۷٬۲۰۰~         | ۷٫۴            |                                                                                             | [ ۳۷ ]      |
| ۵ اوت 1۹۴۹           | 1۴:۰۵                   | Ambato، اکوادور زمین‌لرزه اکوادور (۵ اوت ۱۹۴۹) را ببینید.                                                                                | ۱٫۱۹-         | ۷۸٫۳۲-        | ۶٬۰۰۰          | ۶٫۸            |                                                                                             | USGS        |
| ۱۷ اوت ۱۹۴۹          |                         | Karlıova، بینگول، ترکیه زمین‌لرزه کارلیووا (۱۹۴۹ میلادی) و گسل شمال آناتولی را ببینید.                                                   | ۳۹٫۵۴         | ۴۰٫۵۷         | ۴۵۰            | ۶٫۸            |                                                                                             | [ ۳۲ ]      |
| ۲۲ اوت ۱۹۴۹          | ۰۴:۰۱                   | جزایرQueen Charlotte ، بریتیش کلمبیا، کانادا زمین‌لرزه جزیره‌های ملکه شارلوت (۱۹۴۹ میلادی) را ببینید.                                     | ۵۳٫۶۲         | ۱۳۳٫۲۷-       | ۰              | ۸٫۱            | MS (Gutenberg and Richter، ۱۹۵۴)‎                                                            | USGS        |
| ۱۷ دسامبر ۱۹۴۹       | ۰۶:۵۳                   | تیرا دل فوئگو، شیلی & آرژانتین زمین‌لرزه تیرا دل فوئگو (۱۹۴۹ میلادی) را ببینید.                                                          | ۵۴-           | ۶۸٫۷۷-        |                | ۷٫۸            | ML                                                                                          | [ ۳۸ ]      |
| ۱۵ اوت ۱۹۵۰          | ۱۴:۰۹                   | آسام–تبت زمین‌لرزه آسام-تبت (۱۹۵۰ میلادی) را ببینید.                                                                                     | ۲۸٫۵          | ۹۶٫۵          | ۱٬۵۲۶          | ۸٫۶            | Mw                                                                                          | USGS        |

## ۱۹۵۱-۱۹۶۰
| تاریخ               | زمان            | جا                                                                                    | عرض جغرافیایی | طول جغرافیایی | مرگ و میر   | بزرگای گشتاوری | توضیح                                  | منابع         |
| ------------------- | --------------- | ------------------------------------------------------------------------------------- | ------------- | ------------- | ----------- | -------------- | -------------------------------------- | ------------- |
| ۱۳ اوت ۱۹۵۱         | ۱۸:۳۶           | Kurşunlu، چانقری، ترکیه زمین‌لرزه کورشونلو (۱۹۵۱ میلادی) و گسل شمال آناتولی را ببینید. | ۴۰٫۸۸         | ۳۲٫۸۷         | ۵۰          | ۶٫۹            |                                        | [ ۳۲ ]        |
| ۲۱ اوت ۱۹۵۱         | ۱۰:۵۷           | Kailua، Hawaii County، هاوائی، آمریکا                                                 | ۱۹٫۵          | ۱۵۵٫۹۵-       |             | ۶٫۹            | MS (Klein and Wright، ۲۰۰۰)‎            | USGS          |
| ۲۱ ژوئیه ۱۹۵۲       | ۱۱:۵۲           | شهرستان کرن، آمریکا زمین‌لرزه شهرستان کرن (۱۹۵۲ میلادی) را ببینید.                     | ۳۴٫۹۵         | ۱۱۹٫۰۵-       | ۱۲          | ۷٫۳            | Mw (Stein and Hanks، ۱۹۹۸)‎             | USGS          |
| ۴ نوامبر ۱۹۵۲       | ۱۶:۵۸           | شبه‌جزیره کامچاتکا، روسیه زمین‌لرزه کامچاتکا (۱۹۵۲ میلادی) را ببینید.                   | ۵۲٫۷۶         | ۱۶۰٫۰۶        |             | ۹              | Mw                                     | USGS          |
| ۱۸ مارس ۱۹۵۳        | زمان محلی ۲۱:۰۶ | ینیس ، Çanakkale، ترکیه See زمین‌لرزه ینیس-گونن (۱۹۵۳ میلادی)                          | ۴۰٫۰۲         | ۲۷٫۵۳         | ۲۶۵         | ۷٫۲            | MS                                     | [ ۲ ] [ ۳ ]   |
| ۶ می ۱۹۵۳           | زمان محلی ۰۸:۴۳ | Cachapoal، شیلی زمین‌لرزه شیلی (۶ مه ۱۹۵۳) را ببینید.                                  | ۳۶٫۵۰-        | ۷۲٫۶۰-        | ۱۲          | ۷٫۶            | Mw                                     |               |
| ۸ اوت - ۱۲ اوت ۱۹۵۳ | ۰۹:۲۴           | Kefalonia، یونان زمین‌لرزه ایونی (۱۹۵۳ میلادی) را ببینید.                              | ۳۸٫۲          | ۲۰٫۶          | ۴۷۶         | ۷٫۲            | ۱۱۳ لرزش در درازای ۵ روز               | [ ۳۹ ] [ ۴۰ ] |
| ۱۴ سپتامبر ۱۹۵۳     | ۰۰:۲۷ UTC       | فیجی زمین‌لرزه سووا (۱۹۵۳ میلادی) را ببینید.                                           | ۱۸٫۲۵-        | ۱۷۸٫۲۵        | ۸           | ۶٫۸            | Ms                                     | [ ۴۱ ]        |
| ۶ دسامبر۱۹۵۳        | زمان محلی ۱۶:۱۸ | کالاما، شیلی                                                                          | ۲۲٫۱۰-        | ۶۸٫۷۰-        | ۳           | ۷٫۴            | Mw                                     |               |
| ۱۲ دسامبر ۱۹۵۳      | ۱۷:۳۱ UTC       | Tumbes، پرو زمین‌لرزه پرو (۱۲ دسامبر ۱۹۵۳) را ببینید.                                  | ۳٫۴۰-         | ۸۰٫۶۰-        | ۶           | ۷٫۵            | Mw                                     |               |
| ۲۹ مارس ۱۹۵۴        | ۰۶:۱۷           | اسپانیا                                                                               | ۳۷٫۰۳         | ۳٫۵۱-         |             | ۷٫۹            | Mw                                     | USGS          |
| ۶ ژوئیه ۱۹۵۴        | ۱۱:۱۳           | کوه Rainbow، نوادا، آمریکا                                                            | ۳۹٫۴۲         | ۱۱۸٫۵۳-       |             | ۶٫۶            | Mw (Ellsworth، ۱۹۹۰)‎                   | USGS          |
| ۲۴ اوت ۱۹۵۴         | ۰۵:۵۱           | استیل‌واتر، نوادا، آمریکا                                                              | ۳۹٫۵۸         | ۱۱۸٫۴۵-       |             | ۶٫۸            | Mw (Ellsworth، ۱۹۹۰)‎                   | USGS          |
| ۱۶ دسامبر ۱۹۵۴      | ۱۱:۰۷           | قله فرویو، شهرستان چرچیل، نوادا، آمریکا                                               | ۳۹٫۳۲         | ۱۱۸٫۲-        |             | ۷٫۱            | Mw (Ellsworth، ۱۹۹۰)‎                   | USGS          |
| ۱۶ دسامبر۱۹۵۴       | ۱۱:۱۱           | دره دیکسی، نوادا، آمریکا                                                              | ۳۹٫۵          | ۱۱۸-          |             | ۶٫۸            | Mw (Ellsworth، ۱۹۹۰)‎                   | USGS          |
| ۱۶ ژوئیه ۱۹۵۵       | زمان محلی ۰۹:۰۷ | Söke، آیدین، ترکیه زمین‌لرزه ترکیه (۱۶ ژوئیه ۱۹۵۵) را ببینید.                          | ۳۷٫۵۵         | ۲۷٫۰۵         | ۲۳          | ۶٫۸            | MS                                     | [ ۲ ] [ ۳ ]   |
| ۲۴ اکتبر ۱9۵۶       | ۱۴:۴۲ UTC       | در باختر Masachapa، نیکاراگوآ زمین‌لرزه نیکاراگوا (۱۹۵۶ میلادی) را ببینید.             | ۱۱٫۷۹         | ۸۶٫۴۶-        |             | ۷٫۳            | MS                                     | [ ۴۲ ]        |
| ۹ مارس ۱۹۵۷         | ۱۴:۲۲           | جزایر آندروپوف، آلاسکا، آمریکا زمین‌لرزه جزیره‌های آندروپوف (۱۹۵۷ میلادی) را ببینید.    | ۵۱٫۵۶         | ۱۷۵٫۳۹-       | ۰           | ۸٫۶            | Mw                                     | USGS          |
| ۲۵ آوریل ۱۹۵۷       | زمان محلی ۰۴:۲۵ | Fethiye، Muğla، ترکیه زمین‌لرزه ترکیه (۲۵ آوریل ۱۹۵۷) را ببینید.                       | ۳۶٫۵          | ۲۸٫۶          | ۶۷          | ۷٫۱            | MS                                     | [ ۲ ] [ ۳ ]   |
| ۲۶ می ۱۹۵۷          | ۶:۳۶            | آبانت، بولو، ترکیه زمین‌لرزه آبانت (۱۹۵۷ میلادی) و گسل شمال آناتولی را ببینید.         | ۴۰٫۶۷         | ۳۱٫۰۰         | ۵۲          | ۷٫۱            |                                        | [ ۳۲ ]        |
| ۴ دسامبر ۱۹۵۷       | ۰۳:۳۷           | استان Govi-Altai ، مغولستان زمین‌لرزه مغولستان (۴ دسامبر ۱۹۵۷) را ببینید.              | ۴۵٫۱۵         | ۹۹٫۲۱         | ۳۰          | ۸٫۱            | Mw                                     | USGS          |
| ۱۳ دسامبر ۱۹۵۷      | ۱:۴۵:۰۶         | استان کرمانشاه، ایران زمین‌لرزه ۱۳۳۶ فارسینج را ببینید.                                |               |               | بیش از ۲۰۰۰ | ۶/۸            | Ms                                     | USGS          |
| ۷ آوریل ۱۹۵۸        | ۱۵:۳۰           | Huslia، آلاسکا، آمریکا                                                                | ۶۵٫۹۴         | ۱۵۶٫۳۷-       |             | ۷٫۳            | Mw                                     | USGS          |
| ۱۰ ژوئیه ۱۹۵۸       | ۰۶:۱۵           | Mount Fairweather، آلاسکا، آمریکا زمین‌لرزه آلاسکا (۱۹۵۸ میلادی) را ببینید.            | ۵۸٫۳۷         | ۱۳۶٫۶۶-       | ۵           | ۷٫۷            | Mw باعث یک مگاسونامی در Lituya Bay شد. | USGS          |
| می ۱۹۵۹             | ۰۷:۱۵           | کامچاتکا، USSR زمین‌لرزه کامچاتکا (۱۹۵۹ میلادی) را ببینید.                             | ۵۳٫۳۷         | ۱۵۹٫۶۶        | ۱           | ۸٫۰            | Mw                                     | [ ۱۶ ]        |
| ۱۸ اوت ۱۹۵۹         | ۰۶:۳۷           | دریاچه Hebgen، مونتانا (ایالت)، آمریکا زمین‌لرزه یلواستون (۱۹۵۹ میلادی) را ببینید.     | ۴۴٫۶          | ۱۱۰٫۶۴-       | ۲۸          | ۷٫۳            | Mw (Dosier، ۱۹۸۵)‎                      | USGS          |
| ۲۹ فوریه ۱۹۶۰       | ۲۳:۴۰           | اگادیر، مراکش زمین‌لرزه اگادیر (۱۹۶۰ میلادی) را ببینید.                                | ۳۰٫۵          | ۹٫۳-          | ۱۰٬۰۰۰      | ۵٫۷            | Mw                                     | USGS          |
| ۲۲ می ۱۹۶۰          | ۱۹:۱۱           | Valdivia، شیلی زمین‌لرزه وادیویا (۱۹۶۰ میلادی) را ببینید.                              | ۳۸٫۲۴-        | ۷۳٫۰۵-        | ۵٬۷۰۰       | ۹٫۵            | Mw                                     | USGS          |

## ۱۹۶۱-۱۹۷۰
| تاریخ              | زمان            | جا                                                                                     | عرض جغرافیایی | طول جغرافیایی | مرگ و میر      | بزرگای گشتاوری | توضیح                              | منابع         |
| ------------------ | --------------- | -------------------------------------------------------------------------------------- | ------------- | ------------- | -------------- | -------------- | ---------------------------------- | ------------- |
| ۱۳ فوریه ۱۹۶۳      | ۰۸:۵۰ UTC       | دورکران Su-ao، تایوان زمین‌لرزه سو-او (۱۹۶۳ میلادی) را ببینید.                          | ۲۴٫۳۵         | ۱۲۲٫۰۶        | ۳              | ۷٫۳            | Mw                                 | [ ۱۶ ]        |
| ۲۱ فوریه ۱۹۶۳      |                 | مرج، استان مرج، لیبی                                                                   |               |               | ۳۰۰            | 5.6            |                                    | USGS          |
| ۲۶ ژوئیه ۱۹۶۳      | ۰۴:۱۷           | اسکوپیه، جمهوری مقدونیه زمین‌لرزه اسکوپیه (۱۹۶۳ میلادی) را ببینید.                      | ۴۲٫۱۶         | ۲۲٫۶۶         | ۱۱۰۰–۱۰۰۰      | ۶٫۱            | Mw                                 | –             |
| ۱۳ اکتبر۱۹۶۳       | ۰۵:۱۷           | جزایر کوریل زمین‌لرزه جزیره‌های کوریل (۱۹۶۳ میلادی) را ببینید.                           | ۴۴٫۸۱         | ۱۴۹٫۵۴        | ۰              | ۸٫۵            | Mw                                 | –             |
| ۲۸ مارس ۱۹۶۴       | ۰۳:۳۶           | Prince William Sound، آلاسکا، آمریکا زمین‌لرزه آلاسکا (۱۹۶۴ میلادی) را ببینید.          | ۶۱٫۰۲         | ۱۴۷٫۶۵-       | ۱۲۵            | ۹٫۲            | Mw                                 | USGS          |
| ۱۶ ژوئن ۱۹۶۴       | ۰۴:۰۱           | در فاصله‌ای از استان نیگاتا، ناحیه چوبو، ژاپن زمین‌لرزه نیگاتا را ببینید.                | ۳۸٫۴۳         | ۱۳۹٫۲۳        | ۲۶             | ۷٫۵            | Mw                                 | USGS          |
| ۶ ژوئیه ۱۹۶۴       | ۰۷:۲۲ UTC       | گوررو، مکزیک زمین‌لرزه گوررو (۱۹۶۴ میلادی) را ببینید.                                   | ۱۸٫۱۹         | ۱۰۰٫۵۱-       | ۴۰             | ۷٫۴            | Ms                                 | [ ۱۶ ] [ ۴۴ ] |
| ۶ اکتبر ۱۹۶۴       | زمان محلی ۱۶:۳۱ | Manyas، Balıkesir، ترکیه زمین‌لرزه ترکیه (۶ اکتبر ۱۹۶۴) را ببینید.                      | ۴۰٫۱          | ۲۷٫۹۳         | ۲۳             | ۷٫۰            | MS                                 | [ ۲ ] [ ۳ ]   |
| ۲۴ ژانویه ۱۹۶۵     | ۰۰:۱۱ UTC       | Sanana، اندونزی زمین‌لرزه دریای سرام (۱۹۶۵ میلادی) را ببینید.                           | ۲٫۴۵۵-        | ۱۲۵٫۹۶۵       | ۷۱             | ۸٫۲            | Mw                                 | [ ۴۵ ]        |
| ۴ فوریه ۱۹۶۵       | ۰۵:۰۱           | جزایرRat ، آلاسکا، آمریکا en:1965 Rat Islands earthquake را ببینید.                    | ۵۱٫۲۱         | ۱۷۸٫۵-        |                | ۸٫۷            | Mw                                 | USGS          |
| ۲۸ مارس ۱۹۶۵       | زمان محلی ۱۲:۳۳ | La Ligua، شیلی زمین‌لرزه شیلی (۲۸ مارس ۱۹۶۵) را ببینید.                                 | ۳۲٫۴۱۸-       | ۷۱٫۱۰-        | ۲۸۰            | ۷٫۴            | Mw                                 | USGS          |
| ۲۹ آوریل ۱۹۶۵      | ۰۸:۲۹           | سیاتل، واشینگتن–تاکوما (واشینگتن)، آمریکا زمین‌لرزه المپیا (۱۹۶۵ میلادی) را ببینید.     | ۴۷٫۳۲         | ۱۲۲٫۳۳-       | ۷              | ۶٫۵            | ML (Algermissen and Harding، ۱۹۶۵)‎ | USGS          |
| ۲۳ اوت ۱۹۶۵        | ۱۹:۴۶           | اوآخاکا، مکزیک زمین‌لرزه اوآخاکا (۱۹۶۵ میلادی) را ببینید.                               | ۱۵٫۳۸         | ۹۶٫۱۲-        | ۶              | ۷٫۵            | Mw                                 | [ ۴۶ ]        |
| ۱۲ مارس ۱۹۶۶       | ۱۶:۳۱ UTC       | دورکران خوالین، Taiwan زمین‌لرزه خوالین (۱۹۶۶ میلادی) را ببینید.                        | ۲۴٫۲۴         | ۱۲۲٫۶۷        |                | ۸٫۰            | Ms                                 | [ ۴۷ ]        |
| ۲۰ مارس ۱۹۶۶       | ۰۱:۴۲ UTC       | در نزدیکی مرز اوگاندا و کنگو زمین‌لرزه کنگو (۲۰ مارس ۱۹۶۶) را ببینید.                   | ۰٫۸۵          | ۲۹٫۸۷         | ۱۵۷            | ۶٫۱            | Ms                                 | USGS          |
| ۲۸ ژوئن ۱۹۶۶       | ۰۴:۲۶           | پارک‌فیلد، کالیفرنیا، آمریکا                                                            | ۳۵٫۸۸         | ۱۲۰٫۴۹-       |                | ۶٫۱            | Mw (Tsai and Aki، ۱۹۶۹)‎            | USGS          |
| ۱۹ اوت ۱۹۶۶        | ۱۲:۲۳           | Varto، Muş، ترکیه زمین‌لرزه وارتو (۱۹۶۶ میلادی) و گسل شمال آناتولی را ببینید.           | ۳۹٫۱۷         | ۴۱٫۵۶         | ۲۳۹۶           | ۶٫۷            |                                    | [ ۳۲ ]        |
| ۱۷ اکتبر ۱۹۶۶      | ۲۱:۴۱ UTC       | پرو زمین‌لرزه پرو (۱۷ اکتبر ۱۹۶۶) را ببینید.                                            | ۱۰٫۷-         | ۷۸٫۷-         |                | ۸٫۱            |                                    | [ ۴۸ ]        |
| ۲۸ دسامبر ۱۹۶۶     | زمان محلی ۰۹:۰۸ | Taltal، شیلی زمین‌لرزه شیلی (۲۸ دسامبر ۱۹۶۶) را ببینید.                                 | ۲۵٫۵۱-        | ۷۰٫۷۴-        | ۶              | ۸٫۱            | Mw                                 |               |
| ۲۲ ژوئیه ۱۹۶۷      | ۱۶:۵۶           | Mudurnu، آداپازاری، ترکیه زمین‌لرزه مودورنو (۱۹۶۷ میلادی) و گسل شمال آناتولی را ببینید. | ۴۰٫۶۷         | ۳۰٫۶۹         | ۸۹             | ۷٫۲            |                                    | [ ۳۲ ]        |
| ۲۹ ژوئیه ۱۹۶۷      | ۲۰:۰۵           | کاراکاس، ونزوئلا زمین‌لرزه کاراکاس (۱۹۶۷ میلادی) را ببینید.                             | ۱۰٫۷۰۰۰       | ۶۷٫۴          | ۲۳۶            | ۶٫۵            |                                    | USGS          |
| ۱۰ دسامبر ۱۹۶۷     | ۲۲:۵۱           | Koynanagar، هند زمین‌لرزه کویناناگار (۱۹۶۷ میلادی) را ببینید.                           | ۱۷٫۳۹         | ۷۳٫۷۷         |                | ۶٫۳            | Mw (Langston، ۱۹۷۶)‎                | USGS          |
| ۱ آوریل ۱۹۶۸       | ۰۰:۴۲ UTC       | دریایHyuga-nada ، ژاپن زمین‌لرزه ژاپن (۱ آوریل ۱۹۶۸) را ببینید.                         | ۳۲٫۳          | ۱۳۲٫۵         |                | ۷٫۵            | Mw                                 | [ ۴۹ ]        |
| ۱۶ می ۱۹۶۸         | ۰۱:۴۹ UTC       | دورکران هونشو و هوکایدو، ژاپن زمین‌لرزه ژاپن (۱۶ مه ۱۹۶۸) را ببینید.                    | ۴۰٫۹۰         | ۱۴۳٫۳۵        |                | ۸٫۳            | Mw                                 | USGS          |
| ۳۱ اوت ۱۹۶۸        | ۱۴:۱۷           | دشت بیاض و کاخک، ایران زمین‌لرزه دشت بیاض را ببینید.                                    | ۳۳٫۹          | ۵۹٫۰۲         | ۱۲٬۰۰۰-۷٬۰۰۰   | ۷٫۳            |                                    | USGS          |
| ۱ سپتامبر ۱۹۶۸     | ۱۰:۴۷           | فردوس، ایران زمین‌لرزه شهرستان فردوس را ببینید.                                         | ۳۴,۰۲۲۳       | ۵۸,۸۱۴۶       | ۳۰۰۰           | ۶٫۴            |                                    | USGS          |
| ۳ سپتامبر ۱۹۶۸     | زمان محلی ۱۰:۱۹ | Bartın، ترکیه زمین‌لرزه ترکیه (۳ سپتامبر ۱۹۶۸) را ببینید.                               | ۴۱٫۷۹         | ۳۲٫۳۱         | ۲۹             | ۶٫۵            | MS                                 | [ ۲ ] [ ۳ ]   |
| ۱۴ اکتبر ۱۹۶۸      | زمان محلی ۱۰:۴۹ | Meckering، استرالیای غربی، استرالیا                                                    |               |               |                | ۶٫۹            | MS                                 |               |
| ۲۸ فوریه ۱۹۶۹      | ۰۲:۴۰           | پرتغال، مراکش زمین‌لرزه پرتغال (۱۹۶۹ میلادی) را ببینید.                                 | ۳۶٫۰۱۷        | ۱۰٫۹۵۰-       | ۱۳             | ۷٫۸            | Mw                                 | [ ۵۰ ]        |
| ۲۸ مارس ۱۹۶۹       | زمان محلی ۰۳:۴۸ | Alaşehir، Manisa، ترکیه زمین‌لرزه ترکیه (۲۸ مارس ۱۹۶۹) را ببینید.                       | ۳۸٫۵          | ۲۸٫۴          | ۵۳             | ۶٫۵            | MS                                 | [ ۲ ] [ ۳ ]   |
| ۱۸ ژوئیه ۱۹۶۹      | زمان محلی ۱۳:۲۴ | Bohai Bay، چین زمین‌لرزه چین (۱۸ ژوئیه ۱۹۶۹) را ببینید.                                 | ۳۸٫۲          | ۱۱۹٫۴         | ۱۰             | ۷٫۴            | MS                                 | [ ۵۱ ]        |
| ۲۵ ژوئیه ۱۹۶۹      | ۲۲:۴۹           | Yangjiang، گوانگ‌دونگ، چین زمین‌لرزه چین (۲۵ ژوئیه ۱۹۶۹) را ببینید.                      | ۲۱٫۶۱         | ۱۱۱٫۸۳        | ۳٬۰۰۰          | ۵٫۹            | MS                                 | [ ۲۲ ]        |
| ۲۶ و ۲۷ اکتبر ۱۹۶۹ | ۱۵:۳۶ and ۰۸:۱۰ | بانیا لوکا، بوسنی و هرزگوین زمین‌لرزه بوسنی و هرزگوین (۲۶ اکتبر ۱۹۶۹) را ببینید.        | ۴۴٫۹          | ۱۷٫۲          | ۱ & ۹          | ۶٫۴            | MS                                 | [ ۵۲ ]        |
| ۴ ژانویه ۱۹۷۰      |                 | چین زمین‌لرزه تونگ‌های (۱۹۷۰ میلادی) را ببینید.                                          | ۲۵٫۹۶         | ۱۰۱٫۳۲        | ۱۰٬۰۰۰– ۱۵٬۰۰۰ | ۷٫۷            |                                    | رویترز        |
| ۲۴ مارس ۱۹۷۰       |                 | Canning Basin، استرالیای غربی، استرالیا                                                |               |               |                | ۶٫۷            | MS                                 |               |
| ۳۱ می ۱۹۷۰         | ۲۰:۲۳           | پرو زمین‌لرزه پرو (۳۱ مه ۱۹۷۰) را ببینید.                                               | ۹٫۲۵-         | ۷۸٫۸۴-        | ۶۶٬۰۰۰         | ۷٫۹            | Mw                                 | USGS          |
| ۲۸ مارس ۱۹۷۰       | زمان محلی ۲۳:۰۲ | Gediz، Kütahya، ترکیه زمین‌لرزه گدیز (۱۹۷۰ میلادی) را ببینید.                           | ۳۹٫۲          | ۲۹٫۵          | ۱۰۸۶           | ۷٫۲            | MS                                 | [ ۲ ] [ ۳ ]   |
| ۳۱ ژوئیه ۱۹۷۰      | ۱۷:۰۸           | کلمبیا زمین‌لرزه کلمبیا (۳۱ ژوئیه ۱۹۷۰) را ببینید.                                      | ۱٫۴۹-         | ۷۲٫۵۶-        |                | ۸              | MS                                 | USGS          |
| ۱۰ دسامبر ۱۹۷۰     | ۰۴:۳۴ UTC       | پرو زمین‌لرزه پرو (۱۰ دسامبر ۱۹۷۰) را ببینید.                                           | ۳٫۹۹-         | ۸۰٫۷۲-        |                | ۷٫۱            | Mw                                 | USGS          |

## ۱۹۷۱-۱۹۸۰
| تاریخ           | زمان            | جا                                                                                    | عرض جغرافیایی | طول جغرافیایی | مرگ و میر          | بزرگای گشتاوری | توضیح                                                                    | منابع       |
| --------------- | --------------- | ------------------------------------------------------------------------------------- | ------------- | ------------- | ------------------ | -------------- | ------------------------------------------------------------------------ | ----------- |
| ۹ فوریه ۱۹۷۱    | ۱۴:۰۰           | Sylmar، کالیفرنیا، آمریکا زمین‌لرزه سان‌فرناندو (۱۹۷۱ میلادی) را ببینید.                | ۳۴٫۴          | ۱۱۸٫۳۹-       | ۶۵                 | ۶٫۷            | Mw(Heaton، ۱۹۸۲)‎                                                         | USGS        |
| ۱۶ ژوئیه ۱۹۷۱   |                 | Canning Basin، استرالیای غربی، استرالیا                                               |               |               |                    | ۶٫۴            |                                                                          |             |
| ۲۲ می ۱۹۷۱      | ۱۶:۴۴           | بینگول، ترکیه زمین‌لرزه بینگل (۱۹۷۱ میلادی) و گسل شمال آناتولی را ببینید.              | ۳۸٫۸۳         | ۴۰٫۵۲         | +۱۰۰۰              | ۶٫۹            |                                                                          | [ ۵۵ ]      |
| ۸ ژوئیه ۱۹۷۱    | زمان محلی ۲۳:۰۴ | Illapel، شیلی زمین‌لرزه شیلی (۹ ژوئیه ۱۹۷۱) را ببینید.                                 | ۳۲٫۵۱۱-       | ۷۱٫۲۰۷-       | ۸۵                 | ۷٫۵            | Mw                                                                       | USGS        |
| ۱۴ و ۲۶ ۱۹۷۱    |                 | جزایر سلیمان زمین‌لرزه پاپوآ گینه نو (۱۴ ژوئیه ۱۹۷۱) را ببینید.                        |               |               |                    |                |                                                                          | [ ۱۶ ]      |
| 10 آوریل 1972   | 2:06 UTC        | قیر ایران زمین‌لرزه ۱۳۵۱ قیر و کارزین                                                  | 28.4          | 52.8          | 5010               | 6.9            | Ms                                                                       | USGS        |
| ۲۴ آوریل ۱۹۷۲   | ۰۹:۵۷ UTC       | Ruisui، Hualien، تایوان زمین‌لرزه تایوان (۲۴ آوریل ۱۹۷۲) را ببینید.                    | ۲۳٫۶۰         | ۱۲۱٫۶۰        | ۵                  | ۷٫۲            | Ms                                                                       | USGS        |
| ۲۳ دسامبر ۱۹۷۲  | ۰۶:۲۹           | ماناگوآ، نیکاراگوا زمین‌لرزه نیکاراگوا (۲۳ دسامبر ۱۹۷۲) را ببینید.                     | ۱۲٫۳۵         | ۸۶٫۱۲         | ۶٬۰۰۰              | ۶٫۲            | Mw (Brown, R. D., P. L. Ward, and G. Plafker (۱۹۷۳))‎                     | USGS        |
| ۸ می ۱۹۷۴       | ۲۳:۳۳           | در فاصله‌ای از شبه جزیره ایزو، ژاپن see زمین‌لرزه شبه‌جزیره ایزو (۱۹۷۴ میلادی)           | ۳۴٫۶          | ۱۳۸٫۸         | ۲۵                 | ۶٫۵            | Ms                                                                       | [ ۵۶ ]      |
| ۴ فوریه ۱۹۷۵    | ۱۱:۳۶           | هایچنگ، Liaoning، چین see زمین‌لرزه هایچنگ (۱۹۷۵ میلادی)                               | ۴۰٫۷۲         | ۱۲۲٫۷۳        | ۱۰٬۰۰۰             | ۷              | Mw (Cipar، ۱۹۷۹)‎                                                         | USGS        |
| ۳۰ ژوئن ۱۹۷۵    | ۱۸:۵۴           | Norris Junction، پارک ملی یلوستون، وایومینگ، آمریکا                                   | ۴۴٫۶۹         | ۱۱۰٫۶۲-       | ۰                  | ۶٫۱            | ML بزرگترین زمین‌لرزه در کالدرای یلواستون پس از رویداد ۱۹۵۹ دریاچه Hebgen | [ ۵۷ ]      |
| ۶ سپتامبر ۱۹۷۵  | زمان محلی ۱۲:۲۰ | شپش، دیاربکر، ترکیه زمین‌لرزه لیجه (۱۹۷۵ میلادی) را ببینید.                            | ۳۸٫۵          | ۴۰٫۷          | ۲۳۸۵               | ۶٫۶            | MS                                                                       | [ ۲ ] [ ۳ ] |
| ۲۹ نوامبر ۱۹۷۵  |                 | Canning Basin، استرالیای غربی، استرالیا                                               |               |               |                    | ۶٫۲            | MS                                                                       |             |
| ۲۹ نوامبر ۱۹۷۵  | ۱۴:۴۷           | دامنهٔ جنوبی Kīlauea، هاوائی، آمریکا زمین‌لرزه جزایر هاوایی (۲۹ نوامبر ۱۹۷۵) را ببینید. | ۱۹٫۴۵         | ۱۵۵٫۰۳-       | ۲                  | ۷٫۲            | MS (Klein and Wright، ۲۰۰۰)‎                                              | USGS        |
| ۴ فوریه ۱۹۷۶    | ۰۹:۰۱           | گواتمالا زمین‌لرزه گواتمالا (۱۹۷۶ میلادی) را ببینید.                                   | ۱۵٫۳          | ۸۹٫۱۴-        | ۲۳٬۰۰۰             | ۷٫۵            | Mw                                                                       | USGS        |
| ۶ می ۱۹۷۶       | ۲۱:۰۶           | فریولی ونتزیا جولیا، ایتالیا زمین‌لرزه فریولی (۱۹۷۶ میلادی) را ببینید.                 | ۴۶٫۲          | ۱۳٫۱۰         | ۹۸۹                | ۶٫۴            | Mw                                                                       | [ ۵۸ ]      |
| ۲۷ ژوئیه ۱۹۷۶   | ۱۹:۴۲           | تانگشان، چین زمین‌لرزه تانگشان (۱۹۷۶ میلادی) را ببینید.                                | ۳۹٫۶۱         | ۱۱۷٫۸۹        | *۲۴۲٬۴۱۹           | ۷٫۶            | Mw                                                                       | USGS        |
| ۱۷ اوت ۱۹۷۶     | زمان محلی ۰۰:۱۱ | خلیج مورو، میندانائو، فیلیپین زمین‌لرزه فیلیپین (۱۷ اوت ۱۹۷۶) را ببینید.               | ۰۶٫۰۳         | ۱۲۴٫۰         | ۴٬۷۹۱ پس از سونامی | ۷٫۹            | Mw                                                                       | PHIVOLCS    |
| ۲۴ نوامبر ۱۹۷۶  | زمان محلی ۱۴:۲۲ | مرادیه، وان، ترکیه زمین‌لرزه چالدران-مرادیه (۱۹۷۶ میلادی) را ببینید.                   | ۳۹٫۱۲         | ۴۴٫۰۳         | ۳۸۴۰               | ۷٫۵            | MS                                                                       | [ ۲ ] [ ۳ ] |
| ۴ مارس ۱۹۷۷     | زمان محلی ۲۱:۲۰ | بخارست، رومانی زمین‌لرزه ورانتسئا (۱۹۷۷ میلادی) را ببینید.                             | ۴۵٫۸          | ۲۶٫۸          | ۱۵۰۰               | ۷٫۵            | با دوام تقریبی ۵ دقیقه                                                   | –           |
| ۱۲ ژوئن ۱۹۷۸    | ۰۸:۱۴ UTC       | با فاصله از ساحل استان میاگی، ژاپن زمین‌لرزه میاگی (۱۹۷۸ میلادی) را ببینید.            | ۳۸٫۱۹         | ۱۴۲٫۰۳        | ۲8                 | ۷٫۷            | MS                                                                       | USGS        |
| ۱۶ سپتامبر ۱۹۷۸ | ۱۹:۳۸           | طبس، استان یزد، ایران زمین‌لرزه طبس (۱۳۵۷) را ببینید.                                  | ۳۳٫۳          | ۵۷٫۴          | ۱۵٬۰۰۰             | ۷٫۷            | ML                                                                       | USGS        |
| ۱۵ آوریل ۱۹۷۹   | ۰۶:۱۹           | هرتسگ نووی، دوبروونیک، مونته‌نگرو، کرواسی زمین‌لرزه مونته‌نگرو (۱۹۷۹ میلادی) را ببینید.  | ۴۱٫۹۸         | ۱۸٫۹۸         | ۱۳۶                | ۷٫۰            | Ms                                                                       | [ ۶۰ ]      |
| ۲ ژوئن ۱۹۷۹     |                 | Cadoux، استرالیای غربی، استرالیا                                                      |               |               |                    | ۶٫۱            | Mw                                                                       | USGS        |
| ۱۵ اکتبر ۱۹۷۹   | ۲۳:۱۷           | ایمپریال ولی، کالیفرنیا، آمریکا زمین‌لرزه ایمپریال ولی (۱۹۷۹ میلادی) را ببینید.        | ۳۲٫۸۲         | ۱۱۵٫۶۵-       |                    | ۶٫۴            | Mw (Hartzell and Heaton، ۱۹۸۳)‎                                           | USGS        |
| ۲۵ می ۱۹۸۰      | ۱۶:۳۳           | ماموت لیکس، کالیفرنیا، آمریکا                                                         | ۳۷٫۶          | ۱۱۸٫۸۳-       |                    | ۶٫۱            | Mw (Ellsworth، ۱۹۹۰)‎                                                     | USGS        |
| ۲۷ می ۱۹۸۰      | ۱۴:۵۰           | ماموت لیکس، کالیفرنیا، آمریکا                                                         | ۳۷٫۴۸         | ۱۱۸٫۸-        |                    | ۶              | Mw (Ellsworth، ۱۹۹۰)‎                                                     | USGS        |
| ۱۰ اکتبر ۱۹۸۰   | ۱۲:۲۵           | شمال الجزایر زمین‌لرزه الاصنام (۱۹۸۰ میلادی) را ببینید.                                | ۳۶٫۱۹۵        | ۱٫۳۵۴         | ۵٬۰۰۰              | ۷٫۷            | Ms                                                                       | [ ۶۱ ]      |
| ۸ نوامبر ۱۹۸۰   | ۱۰:۲۷           | Gorda Plate، کالیفرنیا، آمریکا                                                        | ۴۱٫۱۲         | ۱۲۴٫۶۷-       |                    | ۷٫۲            | Mw (Ellsworth، ۱۹۹۰)‎                                                     | USGS        |
| ۲۳ نوامبر ۱۹۸۰  | ۱۹:۳۴           | ایرپینیا، جنوب ایتالیا زمین‌لرزه ایرپینیا (۱۹۸۰ میلادی) را ببینید.                     | ۴۰٫۸۷         | ۱۵٫۳۱         | ۲۷۳۵               | ۶٫۸            | Mw                                                                       | USGS        |

## ۱۹۸۱-۱۹۹۰
| تاریخ           | زمان                              | جا                                                                                                   | عرض جغرافیایی | طول جغرافیایی | مرگ و میر | بزرگای گشتاوری | توضیح                                                        | منابع       |
| --------------- | --------------------------------- | --- | ------------- | ------------- | --------- | -------------- | ------------------------------------------------------------ | ----------- |
| ۱۹ ژانویه ۱۹۸۱  | ۱۵:۱۱                             | پاپوآ، اندونزی زمین‌لرزه ایریان جایا (۱۹۸۱ میلادی) را ببینید.                                         | ۴٫۵۷۶-        | ۱۳۹٫۲۳۲       | ۳۰۵       | ۶٫۷            | Ms                                                           | [ ۶۲ ]      |
| ۲۳ ژانویه ۱۹۸۱  | ۲۱:۱۳                             | سیچوآن، چین زمین‌لرزه چین (۲۳ ژانویه ۱۹۸۱) را ببینید.                                                 | ۳۰٫۹۳         | ۱۰۱٫۱۰        | +۱۵۰      | ۶٫۸            | ML                                                           | USGS        |
| ۱۳ دسامبر ۱۹۸۲  | ۰۹:۱۲                             | ذمار، یمن شمالی (now یمن) زمین‌لرزه شمال یمن (۱۹۸۲ میلادی) را ببینید.                                 | ۱۴٫۷۰         | ۴۴٫۳۸         | +۲۰۰۰     | ۶٫۰            | MS                                                           | USGS        |
| ۲ می ۱۹۸۳       | ۲۳:۴۲                             | کولینگا، کالیفرنیا، آمریکا زمین‌لرزه کوالینگا (۱۹۸۳ میلادی) را ببینید.                                | ۳۶٫۲۳         | ۱۲۰٫۳۲-       |           | ۶٫۵            | Mw (Ellsworth، ۱۹۹۰)‎                                         | USGS        |
| ۳۱ مارس ۱۹۸۳    |                                   | Popayán، Cauca Department، کلمبیا زمین‌لرزه کلمبیا (۳۱ مارس ۱۹۸۳) را ببینید.                          | ۲٫۴۶۱         | ۷۶٫۶۸۶        | ۱۹۷       | ۵٫۵            |                                                              | USGS        |
| ۲۸ اکتبر ۱۹۸۳   | ۱۴:۰۶                             | Borah Peak، آیداهو، آمریکا زمین‌لرزه برا پیک (۱۹۸۳ میلادی) را ببینید.                                 | ۴۴٫۰۹         | ۱۱۳٫۸-        | ۲         | ۷              | Mw (فهرست‌گیری ماهیانه PDE)                                   | USGS        |
| ۳۰ اکتبر ۱۹۸۳   | زمان محلی ۰۷:۱۲                   | ارزروم، ترکیه زمین‌لرزه ارزروم (۱۹۸۳ میلادی) را ببینید.                                               | ۴۰٫۳۳         | ۴۲٫۱۹         | ۱۱۵۵      | ۶٫۹            | MS                                                           | [ ۲ ] [ ۳ ] |
| ۱۶ نوامبر ۱۹۸۳  | ۱۶:۱۳                             | Kaoiki، هاوائی، آمریکا                                                                               | ۱۹٫۴۴         | ۱۵۵٫۳۸-       |           | ۶٫۷            | Mw (فهرست‌گیری ماهیانه PDE)                                   | USGS        |
| ۳۰ نوامبر ۱۹۸۳  | ۱۷:۴۶ UTC                         | مجمع‌الجزایر چاگوس، قلمرو بریتانیا در اقیانوس هند زمین‌لرزه مجمع‌الجزایر چاگوس (۱۹۸۳ میلادی) را ببینید. | ۶٫۵۸-         | ۷۲٫۱۱         |           | ۷٫۷            | Ms                                                           | [ ۶۳ ]      |
| ۲۴ آوریل ۱۹۸۴   | ۲۱:۱۵                             | مورگان هیل، کالیفرنیا، آمریکا زمین‌لرزه مورگان هیل (۱۹۸۴ میلادی) را ببینید.                           | ۳۷٫۳          | ۱۲۱٫۷۱-       |           | ۶٫۲            | Mw (فهرست‌گیری ماهیانه PDE)                                   | USGS        |
| ۱۷ نوامبر ۱۹۸۴  | ۰۶:۴۹ UTC                         | شمال سوماترا، اندونزی زمین‌لرزه شمال سوماترا (۱۹۸۴ میلادی) را ببینید.                                 | ۰٫۲۰          | ۹۸٫۰۳         |           | ۷٫۲            | Ms                                                           | USGS        |
| ۳ مارس ۱۹۸۵     | زمان محلی ۱۹:۴۷                   | والپارایزو، شیلی زمین‌لرزه سانتیاگو (۱۹۸۵ میلادی) را ببینید.                                          | ۳۳٫۲۴-        | ۷۱٫۸۵۰-       | ۱۷۷       | ۷٫۸            | Mw                                                           | USGS        |
| ۸ آوریل ۱۹۸۵    | زمان محلی ۲۱:۵۶:۵۹ (۰۱:۵۶:۵۹ UTC) | پیچیلمو، شیلی زمین‌لرزه پیچیلمو (۱۹۸۵) را ببینید.                                                     | ۳۴٫۰۴-        | ۷۱٫۳۹-        | ۲         | ۷٫۵            | Mw                                                           | USGS        |
| ۱۹ سپتامبر ۱۹۸۵ | ۱۳:۱۷                             | میچوآکان، مکزیک زمین‌لرزه مکزیکو سیتی (۱۹۸۵ میلادی) را ببینید.                                        | ۱۸٫۴۴         | ۱۰۲٫۳۶-       | ۹٬۵۰۰     | ۸              | Mw (فهرست‌گیری ماهیانه PDE)                                   | USGS        |
| ۲۳ دسامبر ۱۹۸۵  | ۰۵:۱۶                             | Nahanni، نورت‌وست تریتوریز، کانادا زمین‌لرزه ناهانی (۱۹۸۵ میلادی) را ببینید.                           | ۶۲٫۱۶         | ۱۲۴٫۳۱-       |           | ۶٫۸            | Mw (Wetmiller et al.، ۱۹۸۸)‎                                  | USGS        |
| ۷ می ۱۹۸۶       | ۲۲:۴۷                             | جزایر آندروپوف، آلاسکا، آمریکا                                                                       | ۵۱٫۵۶         | ۱۷۴٫۸۱-       |           | ۸              | Mw (فهرست‌گیری ماهیانه PDE)                                   | USGS        |
| ۸ ژوئیه ۱۹۸۶    | ۰۹:۲۰                             | شمال پالم اسپرینگز، آمریکا                                                                           | ۳۳٫۹۷         | ۱۱۶٫۷۸-       |           | ۶٫۱            | Mw (Hartzell، ۱۹۸۹)‎                                          | USGS        |
| ۲۱ ژوئیه ۱۹۸۶   | ۱۴:۴۲                             | Chalfant Valley، کالیفرنیا، آمریکا زمین‌لرزه آمریکا (۲۱ ژوئیه ۱۹۸۶) را ببینید.                        | ۳۷٫۵۳         | ۱۱۸٫۴۳-       |           | ۶٫۲            | Mw (Ellsworth، ۱۹۹۰)‎                                         | USGS        |
| ۱۰ اکتبر ۱۹۸۶   | ۱۷:۴۹                             | السالوادور، سان سالوادور زمین‌لرزه سان‌سالوادور (۱۹۸۶ میلادی) را ببینید.                               | ۱۳٫۸۲۷        | ۸۹٫۱۱۸-       | +۱٬۰۰۰    | ۵٫۴            | Ms                                                           | [ ۶۱ ]      |
| ۶ مارس ۱۹۸۷     | ۱:۵۴ GMT and ۴:۱۰ GMT             | استان Napo، اکوادور زمین‌لرزه اکوادور (۱۹۸۷)را ببینید.                                                |               |               | +۱٬۰۰۰    | ۶٫۱-۶٫۹        |                                                              |             |
| ۱ اکتبر ۱۹۸۷    | ۱۴:۴۲                             | Whittier Narrows، کالیفرنیا، آمریکا زمین‌لرزه آمریکا (۴ اکتبر ۱۹۸۷) را ببینید.                        | ۳۴٫۰۶         | ۱۱۸٫۱۳-       | ۸         | ۵٫۹            | Mw (Hartzell and Iida، ۱۹۹۰)‎                                 | USGS        |
| ۳۰ نوامبر ۱۹۸۷  | ۱۹:۲۳                             | خلیج آلاسکا، آمریکا                                                                                  | ۵۸٫۸۴         | ۱۴۲٫۶-        |           | ۷٫۹            | Mw (فهرست‌گیری ماهیانه PDE)                                   | USGS        |
| ۲۲ ژانویه ۱۹۸۸  | ۰۰:۳۵                             | Tennant Creek، Northern Territory، استرالیا                                                          | ۱۹٫۸۷-        | ۱۳۳٫۷۸        |           | ۶٫۳            | Mw (Choy and Bowman، ۱۹۹۰)‎                                   | USGS        |
| ۲۲ ژانویه ۱۹۸۸  | ۰۳:۵۷                             | Tennant Creek، Northern Territory، استرالیا                                                          | ۱۹٫۸۸-        | ۱۳۳٫۸۳        |           | ۶٫۴            | Mw (Choy and Bowman، ۱۹۹۰)‎                                   | USGS        |
| ۲۲ ژانویه ۱۹۸۸  | ۱۲:۰۴                             | Tennant Creek، Northern Territory، استرالیا                                                          | ۱۹٫۹-         | ۱۳۳٫۸۳        |           | ۶٫۶            | Mw (Choy and Bowman، ۱۹۹۰)‎                                   | USGS        |
| ۶ مارس ۱۹۸۸     | ۲۲:۳۵                             | خلیج آلاسکا، آمریکا                                                                                  | ۵۷٫۲۶         | ۱۴۲٫۷۵-       |           | ۷٫۸            | Mw (فهرست‌گیری ماهیانه PDE)                                   | USGS        |
| ۷ دسامبر ۱۹۸۸   | ۰۷:۴۱                             | اسپیتاک، ارمنستان زمین‌لرزه اسپیتاک (۱۹۸۸ میلادی) را ببینید.                                          | ۴۰٫۹۳         | ۴۴٫۱۱         | ۲۵٬۰۰۰    | ۶٫۸            | Mw (فهرست‌گیری ماهیانه PDE)                                   | USGS        |
| ۱۷ اکتبر ۱۹۸۹   | ۰۰:۰۴                             | لوما پریتا، کالیفرنیا، آمریکا زمین‌لرزه لوما پریتا (۱۹۸۹ میلادی) را ببینید.                           | ۳۷٫۱۴         | ۱۲۱٫۷۶-       | ۶۳        | ۶٫۹            | Mw (Wald et al.، ۱۹۹۱)‎                                       | USGS        |
| ۲۵ دسامبر ۱۹۸۹  | ۱۴:۲۴                             | شبه‌جزیره Ungava، کبک، کانادا زمین‌لرزه اونگاوا (۱۹۸۹ میلادی) را ببینید.                               | ۶۰٫۰۷         | ۷۳٫۵۴-        |           | ۶٫۰            | Mw (Bent، ۱۹۹۴)‎                                              | USGS        |
| ۲۸ دسامبر ۱۹۸۹  | زمان محلی ۱۰:۲۷                   | نیوکاسل (استرالیا)، استرالیا زمین‌لرزه نیوکاسل (۱۹۸۹ میلادی) را ببینید.                               | ۳۲٫۹۵-        | ۱۵۱٫۶۱        | ۱۳        | ۵٫۶            | ML این تنها زمین‌لرزه رکورد شده و کشنده استرالیا تا کنون است. | –           |
| ۱۴ ژوئن ۱۹۹۰    | زمان محلی ۱۵:۴۱                   | جزیرهٔ Panay ، فیلیپین زمین‌لرزه فیلیپین (۱۴ ژوئن ۱۹۹۰) را ببینید.                                     | ۱۱٫۳۴         | ۱۲۲٫۱۰        | ۸         | ۷٫۱            | Mw                                                           | –           |
| ۲۱ ژوئن ۱۹۹۰    | زمان محلی ۰۰:۳۰                   | شمال باختری ایران زمین‌لرزه رودبار و منجیل را ببینید.                                                 | ۳۶٫۹۶         | ۴۹٫۴۱         | ۴۰٬۰۰۰    | ۷٫۴            | Mw                                                           | –           |
| ۱۶ ژوئیه ۱۹۹۰   | زمان محلی ۱۶:۲۶                   | شهر Baguio، فیلیپین زمین‌لرزه لوزون (۱۹۹۰ میلادی) را ببینید.                                          | ۱۵٫۷          | ۱۲۱٫۲         | ۱٬۶۲۱     | ۷٫۹            | Ms                                                           | –           |

## ۱۹۹۱-۲۰۰۰
| تاریخ           | زمان            | مکان                                                                              | عرض جغرافیایی | طول جغرافیایی | مرگ و میر | بزرگای گشتاوری | توضیح                         | منابع                |
| --------------- | --------------- | --------------------------------------------------------------------------------- | ------------- | ------------- | --------- | -------------- | ----------------------------- | -------------------- |
| ۱۷ اوت ۱۹۹۱     | ۲۲:۱۷           | Honeydew، کالیفرنیا، آمریکا                                                       | ۴۱٫۷۹         | ۱۲۵٫۵۸-       |           | ۷٫۱            | Mw (فهرست‌گیری ماهیانه PDE)    | USGS                 |
| ۱۳ مارس ۱۹۹۲    | ۱۷٫۱۸           | ارزنجان، ترکیه زمین‌لرزه ارزنجان (۱۹۹۲ میلادی) و گسل شمال آناتولی را ببینید.       | ۳۹٫۷۰         | ۳۹٫۶۹         |           | ۶٫۸            |                               | [ ۶۴ ]               |
| ۲۳ آوریل ۱۹۹۲   | ۰۴:۵۰           | Joshua Tree، کالیفرنیا، آمریکا                                                    | ۳۳٫۸۷         | ۱۱۶٫۵۵-       |           | ۶٫۱            | Mw (Hauksson et al.، ۱۹۹۳)‎    | USGS                 |
| ۲۵ آوریل ۱۹۹۲   | ۱۸:۰۶           | Cape Mendocino، کالیفرنیا، آمریکا زمین‌لرزه کالیفرنیا (۲۵ آوریل ۱۹۹۲) را ببینید.   | ۴۰٫۳۸         | ۱۲۴٫۰۵-       |           | ۷٫۲            | Mw (فهرست‌گیری ماهیانه PDE)    | USGS                 |
| ۲۶ آوریل ۱۹۹۲   | ۰۷:۴۱           | دورکران Cape Mendocino ، کالیفرنیا، آمریکا                                        | ۴۰٫۵۵         | ۱۲۴٫۲۹-       |           | ۶٫۵            | Mw (Oppenheimer et al.، ۱۹۹۳)‎ | USGS                 |
| ۲۶ آوریل ۱۹۹۲   | ۱۱:۱۸           | دورکران Cape Mendocino ، کالیفرنیا، آمریکا                                        | ۴۰٫۴۴         | ۱۲۴٫۴۳-       |           | ۶٫۷            | Mw (Oppenheimer et al.، ۱۹۹۳)‎ | USGS                 |
| ۲۸ ژوئن ۱۹۹۲    | ۱۱:۵۷           | Landers، کالیفرنیا، آمریکا زمین‌لرزه لاندرز (۱۹۹۲ میلادی) را ببینید.               | ۳۴٫۲          | ۱۱۶٫۵۲-       | ۳         | ۷٫۳            | Mw (Sieh et al. ۱۹۹۳)‎         | USGS                 |
| ۲ سپتامبر ۱۹۹۲  | ۰۰:۱۶           | نیکاراگوآ زمین‌لرزه نیکاراگوئه (۱۹۹۲ میلادی) را ببینید.                            | ۱۱٫۷۷         | ۸۷٫۳۵-        | ۱۱۶       | ۷٫۷            | Mw (فهرست‌گیری ماهیانه PDE)    | USGS                 |
| ۱۲ اکتبر ۱۹۹۲   | ۱۳:۰۹           | مصر، قاهره زمین‌لرزه قاهره (۱۹۲۲ میلادی) را ببینید.                                | ۲۹٫۷۷۸        | ۳۱٫۱۴۴        | ۵۴۵       | ۵٫۸            | MB                            |                      |
| ۱۲ ژوئیه ۱۹۹۳   | ۱۳:۱۷           | ژاپن، هوکایدو کره (کشور) and روسیه زمین‌لرزه هوکایدو (۱۹۹۳ میلادی) را ببینید.      | ۴۲٫۸۵۱        | ۱۳۹٫۱۹۷       | ۲۳۰       | ۷٫۷            | Mw                            | [ ۶۵ ]               |
| ۲۹ سپتامبر ۱۹۹۳ | ۲۲:۲۵           | لاتور-Killari، هند زمین‌لرزه لاتور (۱۹۹۳ میلادی) را ببینید.                        | ۱۸٫۰۸         | ۷۶٫۵۲         | ۹٬۷۴۸     | ۶٫۲            | Mw (فهرست‌گیری ماهیانه PDE)    | USGS                 |
| ۱۷ ژانویه ۱۹۹۴  | ۱۲:۳۰           | Reseda، لس‌آنجلس، کالیفرنیا، آمریکا زمین‌لرزه نورت‌ریج (۱۷ ژانویه ۱۹۹۴) را ببینید.   | ۳۴٫۱۸         | ۱۱۸٫۵۶-       | ۷۲        | ۶٫۷            | Mw (فهرست‌گیری ماهیانه PDE)    | USGS                 |
| ۹ ژوئن ۱۹۹۴     | ۰۰:۳۳           | بولیوی زمین‌لرزه بولیوی (۱۹۹۴ میلادی) را ببینید.                                   | ۱۳٫۸۶-        | ۶۷٫۴۹-        | ۵         | ۸٫۲            | Mw (فهرست‌گیری ماهیانه PDE)    | USGS                 |
| ۱ سپتامبر ۱۹۹۴  | ۱۵:۱۵           | Cape Mendocino، کالیفرنیا، آمریکا                                                 | ۴۰٫۳۸         | ۱۲۵٫۷۸-       |           | ۷٫۱            | Mw (فهرست‌گیری ماهیانه PDE)    | USGS                 |
| ۴ اکتبر ۱۹۹۴    | ۱۳:۲۲ (UTC)     | در نزدیکی جزایر کوریل، روسیه زمین‌لرزه جزیره‌های کوریل (۱۹۹۴ میلادی) را ببینید.     | ۴۳٫۷۰۶        | ۱۴۷٫۳۲۸       | ۱۰        | ۸٫۲            | Mw                            | USGS                 |
| ۱۵ نوامبر ۱۹۹۴  | زمان محلی ۱۹:۱۵ | Calapan، میندورو، فیلیپین زمین‌لرزه میندورو (۱۹۹۴ میلادی) را ببینید.               | ۱۳٫۵۳         | ۱۲۱٫۰۸        | ۷۸        | ۷٫۱            | Mw                            | PHIVOLCS             |
| ۲۸ دسامبر ۱۹۹۴  | ۱۲:۱۹ (UTC)     | در نزدیکی هونشو، ژاپن زمین‌لرزه دورکران سانریکو (۱۹۹۴ میلادی) را ببینید.           | ۴۰٫۴۵۱        | ۱۴۳٫۴۹۱       | ۲         | ۷٫۷            | Mw                            | USGS                 |
| ۱۷ ژانویه ۱۹۹۵  | ۰۵:۴۶           | جنوب استان هیوگو، ناحیه کانسای، ژاپن زمین‌لرزه کوبه را ببینید.                     | ۳۴٫۵۷         | ۱۳۵٫۰۳        | ۶٬۴۳۴     | ۶٫۹            | Mw (فهرست‌گیری ماهیانه PDE)    | USGS                 |
| ۳۰ ژوئیه ۱۹۹۵   | ۰۵:۱۱ UTC       | در نزدیکی ساحل آنتوفاگاستا، شیلی زمین‌لرزه آنتوفاگاستا (۱۹۹۵ میلادی) را ببینید.    | ۲۳٫۳۴-        | ۷۰٫۲۹۴-       | ۳         | ۸٫۰            | Mw                            | USGS                 |
| ۱۴ سپتامبر ۱۹۹۵ | ۱۴:۰۴ UTC       | گوررو، مکزیک زمین‌لرزه گوررو (۱۹۹۵ میلادی) را ببینید.                              | ۱۶٫۷۷۹        | ۹۸٫۵۹۷-       | ۳         | ۷٫۴            | Mw                            | USGS                 |
| ۱ اکتبر ۱۹۹۵    | زمان محلی ۱۷:۵۷ | دینار، افیون قره‌حصار، ترکیه زمین‌لرزه ترکیه (۱ اکتبر ۱۹۹۵) را ببینید.              | ۳۸٫۰۶         | ۳۰٫۱۳         | ۹۰        | ۶٫۱            | MS                            | [ ۲ ] [ ۳ ]          |
| ۹ اکتبر ۱۹۹۵    | ۱۵:۳۵ UTC       | در فاصله‌ای از ساحل خالیسکو، مکزیک زمین‌لرزه کلیما-خالیسکو (۱۹۹۵ میلادی) را ببینید. | ۱۹٫۰۵۵        | ۱۰۴٫۲۰۵-      | ۴۹        | ۸٫۰            | Mw                            | [ ۶۶ ] [ ۶۷ ] [ ۶۸ ] |
| ۲۱ اکتبر ۱۹۹۵   | ۰۲:۳۸ UTC       | چیاپاس، مکزیک زمین‌لرزه چیاپاس (۱۹۹۵ میلادی) را ببینید.                            | ۱۶٫۸۴۰        | ۹۳٫۴۶۹-       |           | ۷٫۱            | Mw                            | USGS                 |
| ۲۳ اکتبر ۱۹۹۵   | ۲۲:۴۶ UTC       | Wuding، Yunnan، چین زمین‌لرزه وودینگ (۲۳ اکتبر ۱۹۹۵) را ببینید.                    | ۲۶٫۰۰۳        | ۱۰۲٫۲۲۷       | ۵۳        | ۶٫۲            | Mw                            | USGS                 |
| ۱۷ فوریه ۱۹۹۶   | ۰۵:۵۹           | در نزدیکی جزیرهٔ Biak ، اندونزی زمین‌لرزه بیاک (۱۹۹۶ میلادی) را ببینید.             | ۰٫۸۹۱-        | ۱۳۶٫۹۵۲       | ۱۰۸       | ۸٫۱            | Mw                            | [ ۶۹ ]               |
| ۳ می ۱۹۹۶       | ۰۳:۳۲ UTC       | در نزدیکی بائوتو، چین زمین‌لرزه چین (۳ مه ۱۹۹۶) را ببینید.                         | ۴۰٫۷۷۴        | ۱۰۹٫۶۶۱       | ۲۶        | ۶٫۴            | Ms                            | [ ۶۹ ] [ ۷۰ ]        |
| ۱۲ نوامبر ۱۹۹۶  | ۱۶:۵۹ UTC       | در نزدیکی ناسکا، پرو زمین‌لرزه ناسکا (۱۹۹۶ میلادی) را ببینید.                      | ۱۴٫۹۹۳-       | ۷۵٫۶۷۵        | ۱۴        | ۷٫۵            | Mw                            | USGS                 |
| ۱۰ اوت ۱۹۹۷     |                 | Collier Bay، استرالیای غربی، استرالیا                                             |               |               |           | ۶٫۳            | Mw                            | USGS                 |
| ۲۶ سپتامبر ۱۹۹۷ | ۰۹:۴۰ UTC       | اومبریا–مارکه، ایتالیا زمین‌لرزه اومبریا و مارکه (۱۹۹۷ میلادی) را ببینید.          | ۴۳٫۰۸۴        | ۱۲٫۸۱۲        | ۱۱        | ۶٫۱            | Me                            | USGS                 |
| ۸ نوامبر ۱۹۹۷   | ۱۰:۰۲ UTC       | تبت زمین‌لرزه مانیی (۱۹۹۷ میلادی) را ببینید.                                       | ۳۵٫۰۶۹        | ۸۷٫۳۲۵        |           | ۷٫۴            | Mw                            | USGS                 |
| ۳۰ ژانویه ۱۹۹۸  | ۱۲:۱۶ UTC       | آنتوفاگاستا، شیلی                                                                 | ۲۳٫۹۱-        | ۷۰٫۲۰-        | ۱         | ۷٫۱            | Mw                            | USGS                 |
| ۲۷ ژوئن ۱۹۹۸    | زمان محلی ۱۶:۵۵ | جیهان، آدانا، ترکیه                                                               | ۳۶٫۸۸         | ۳۵٫۳۱         | ۱۴۶       | ۶٫۲            | MS                            | [ ۲ ] [ ۳ ]          |
| ۱۷ ژوئیه ۱۹۹۸   | ۰۸:۴۹           | گینه نو، پاپوآ گینه نو زمین‌لرزه پاپوآ گینه نو (۱۹۹۸ میلادی) را ببینید.            | ۲٫۹۴-         | ۱۴۲٫۵۸        | ۲٬۱۸۳     | ۷              | Mw (فهرست‌گیری ماهیانه PDE)    | USGS                 |
| ۲۵ ژانویه ۱۹۹۹  | ۱۳:۱۹           | Quindío]] و Risaralda، کلمبیا زمین‌لرزه کلمبیا، آرمنیا (۱۹۹۹ میلادی) را ببینید.    | ۴٫۴۵          | ۷۵٫۶۵-        | ۱٬۱۸۵     | ۶٫۲            |                               | USGS                 |
| ۱۷ اوت ۱۹۹۹     | ۰۰:۰۱           | ایزمیت، ترکیه زمین‌لرزه ازمیت (۱۹۹۹) را ببینید.                                    | ۴۰٫۷۷         | ۳۰            | ۱۴٬۰۰۰    | ۷٫۶            | Mw (فهرست‌گیری ماهیانه PDE)    | USGS                 |
| ۲۰ سپتامبر ۱۹۹۹ | ۱۷:۴۷           | Chichi، Nantou، تایوان زمین‌لرزه ۹۲۱ را ببینید.                                    | ۲۳٫۸۲         | ۱۲۰٫۸۶        | ۲٬۴۰۰     | ۷٫۷            | Mw (فهرست‌گیری ماهیانه PDE)    | USGS                 |
| ۱۶ اکتبر ۱۹۹۹   | ۰۹:۴۶           | کالیفرنیا، آمریکا زمین‌لرزه معدن هکتور (۱۹۹۹ میلادی) را ببینید.                    | ۳۴٫۵۶         | ۱۱۶٫۴۴-       |           | ۷٫۲            | Mw (فهرست‌گیری ماهیانه PDE)    | USGS                 |
| ۱۲ نوامبر ۱۹۹۹  | ۱۶:۵۷           | دوزجی، ترکیه زمین‌لرزه دوزجی (۱۹۹۹ میلادی) را ببینید.                              | ۴۰٫۸۲         | ۳۱٫۲۳         | ۸۹۴       | ۷٫۲            | Mw (فهرست‌گیری ماهیانه PDE)    | USGS                 |
| ۱۴ ژانویه ۲۰۰۰  | ۲۳:۳۷           | یون‌نان، چین زمین‌لرزه یون‌نان (۲۰۰۰ میلادی) را ببینید.                              | ۲۵٫۶۱         | ۱۰۱٫۰۶        | ۷         | ۵٫۹            | Mw                            | USGS                 |
| ۴ ژوئن ۲۰۰۰     | ۲۳:۳۰           | سوماترا، اندونزی زمین‌لرزه سوماترا (۲۰۰۰ میلادی) را ببینید.                        | ۴٫۷۲          | ۱۰۲٫۰۸        | ۱۰۳       | ۷٫۹            | Mw                            | USGS                 |
| ۱۶ نوامبر ۲۰۰۰  | ۰۴:۵۴           | New Ireland، پاپوآ گینه نو زمین‌لرزه ایرلند نو (۲۰۰۰ میلادی) را ببینید.            | ۴-            | ۱۵۲٫۳۳        | ۲         | ۸              | Mw                            | USGS                 |
| ۲۵ نوامبر ۲۰۰۰  | ۱۸:۱۰           | باکو، جمهوری آذربایجان زمین‌لرزه باکو (۲۰۰۰ میلادی) را ببینید.                     | ۴۰٫۳۷         | ۴۹٫۸۹         | ۲۶        | ۷              | ML                            |                      |

راهنمای مقیاسهای بزرگی
ML = مقیاس ریشتر
MS = بزرگای موج سطحی
Mw = بزرگای گشتاوری